# Papauté d'Avignon

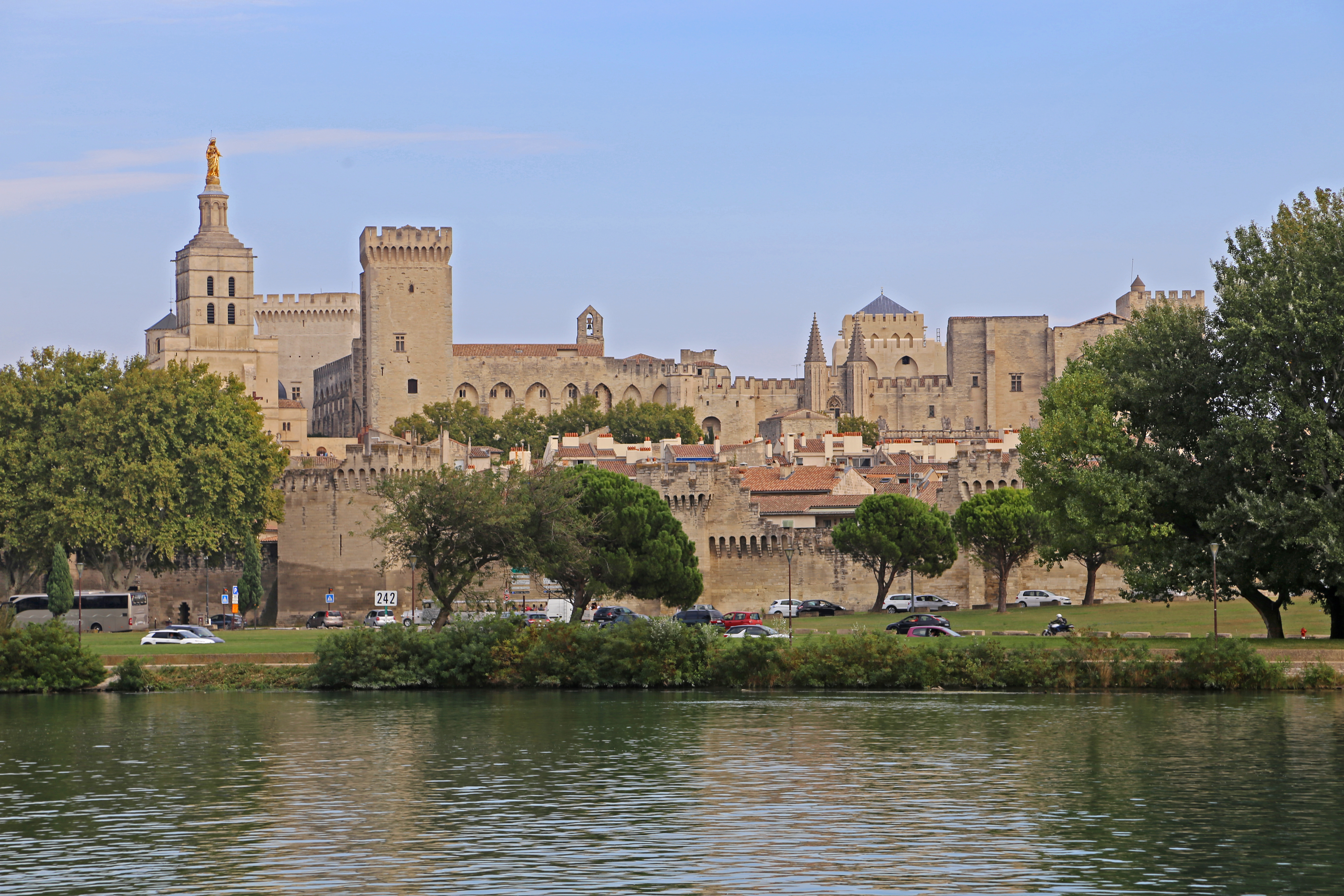
Le Palais des papes d'Avignon avec le Rhône en premier plan.

La papauté d’Avignon désigne la résidence du pape en Avignon (France).
Cette résidence, qui déroge à la résidence historique de Rome (Italie) depuis saint Pierre, se divise en deux grandes périodes consécutives :
- La première, de 1309 à 1378, celle de la papauté d’Avignon proprement dite, correspond à une époque où le pape, toujours reconnu unique chef de l’Église catholique, et sa cour se trouvent installés dans la ville d’Avignon au lieu de Rome.
- La seconde, de 1378 à 1418, coïncide avec le Grand schisme d'Occident où deux papes rivaux (et même trois si l'on considère l'éphémère pape de Pise) prétendent régner sur la chrétienté d'Occident, l’un installé à Rome et l’autre à Avignon.

## Les origines

### La vision politique des empereurs du Saint-Empire romain germanique

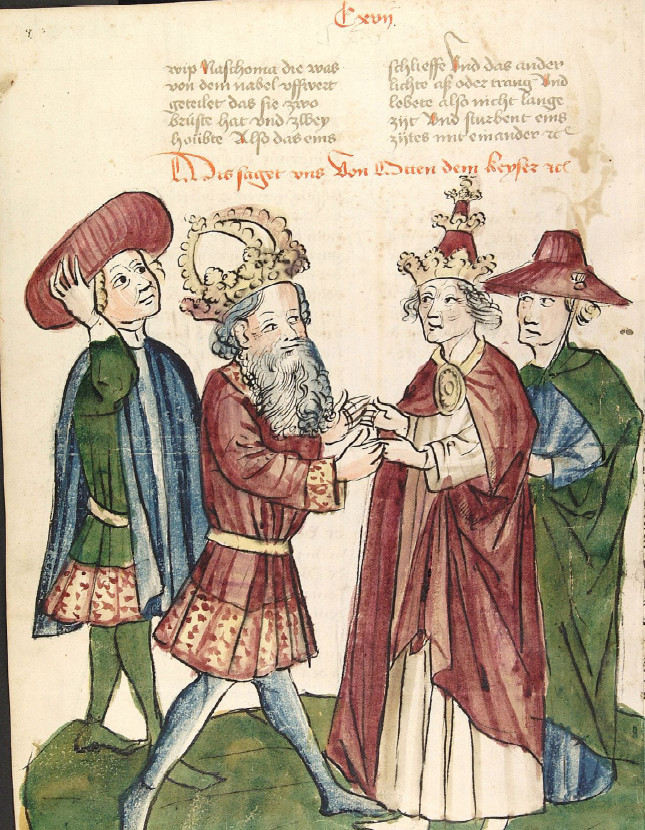
Othon Ier et le pape Jean XII, miniature de 1450.

Au IXe siècle, l'empire carolingien se délite. L'autorité du roi s'effondre d'autant plus vite que l'armée carolingienne est taillée pour une stratégie offensive, avec l'organisation de campagnes annuelles qui forcent les voisins au respect (ils finissent d'ailleurs par payer un tribut). Cette logistique lourde ne peut répondre aux raids rapides et incessants des Sarrasins, des Vikings ou des Magyars dont le principal atout est la mobilité. Dès lors la défense doit être prise en charge localement. Au Xe siècle, les châteaux forts prolifèrent, parfois au mépris de toute légalité, leurs propriétaires exerçant protection et domination sur les territoires alentour. Dans ces temps incertains d'invasions et de guerres privées continuelles, les habitants viennent se regrouper à proximité du château, ce qui légitime l'exercice du ban seigneurial par le châtelain. Celui-ci peut imposer taxes, péages, corvées, banalités (utilisation payante imposée des équipements seigneuriaux : fours, moulins…), levés par ses sergents. En échange, les vivres stockés au château pourvoient à la survie des manants (vient du latin « résider ») réfugiés entre ses murs en cas de pillage. Enfin, les amendes prélevées en rendant justice selon le principe du Wergeld de la loi salique sont une autre source appréciable de revenus seigneuriaux. Avec l'affaiblissement de l'autorité royale et comtale, les ambitions personnelles se dévoilent, engendrant convoitises et contestations. Les tentatives d'imposer le droit de ban aux marges du territoire contrôlé et les conflits de succession dus à l'instauration récente du droit d'aînesse, dégénèrent régulièrement en guerres privées. Le meilleur moyen pour s'assurer une clientèle sans disperser ses possessions est d'avoir des religieux pour vassaux (leurs charges n'étant pas transmissibles héréditairement sont récupérées à leur mort). Les charges ecclésiastiques, abbatiales ou paroissiales sont donc souvent données à des proches des princes souvent laïcs. La moralité de l'Église s'effondre et les cas de nicolaïsme ou de simonie deviennent monnaie courante.
Otton Ier du Saint-Empire vainqueur des Magyars à la bataille du Lechfeld, nomme des évêques comme vassaux et, fort de sa puissante clientèle, peut mettre au pas les autres princes germaniques. Il reconstitue ainsi l'empire ; sa puissance est sans équivalent en Occident et il peut imposer sa prééminence au pape Jean XII.
Le 2 février 962, il est couronné empereur des Romains à Rome par le pape Jean XII. Otton Ier souhaite contrôler l’élection pontificale, pour cela il promulgue le 13 février 962 le Privilegium Ottonianum qui, reprenant un diplôme de Lothaire Ier, oblige tout nouveau pape à prêter serment auprès de l’empereur ou de son envoyé avant de recevoir la consécration. La collaboration étroite entre les deux pouvoirs se fait dès lors à l’avantage de l’empereur : tout en donnant des privilèges au Saint-Siège, le Privilegium Ottonianum place donc la papauté sous tutelle impériale. Otton Ier n’hésite pas à faire déposer par un concile le pape Jean XII qui intriguait contre lui dès 963. Il exige ensuite des Romains un serment où ceux-ci s’engagent à : « n’élire ni ordonner aucun pape en dehors du consentement du seigneur Otton ou de son fils ». L’empereur contrôle alors totalement l’élection du pape. Les avantages en sont considérables : l’autorité impériale sur les Églises locales du Saint-Empire est garantie par la collaboration du pontife. L’empereur utilise en effet les évêques pour diriger l’empire.
Otton III s’occupe lui aussi des affaires de la papauté. Dans un premier temps, il fait élire son cousin Bruno au siège pontifical sous le nom de Grégoire V. Il dénoue les conflits qui opposent le pape et les nobles romains. Dans un texte de janvier 1001, les rapports entre le pape Sylvestre II et l’empereur sont redéfinis. Il est précisé que la donation de Constantin est un faux. Otton III refuse de confirmer le Privilegium Ottonianum. L’empereur accorde au souverain pontife huit comtés de la Pentapole, mais il s’agit d’une donation, non pas d’une restitution. L’empereur se voit comme « esclave des apôtres », le représentant direct de Pierre et le responsable de son patrimoine. Il se met donc sur le même plan que le pape et souhaite gouverner la chrétienté, présidant à ses côtés les synodes.

### La réforme et l'essor de la chrétienté

Le mouvement de la paix de Dieu assoit par des décisions conciliaires le rôle de chacun des trois ordres dans la société médiévale.

L'Église n'est pas épargnée par les désordres des IXe et Xe siècles. Des charges d'abbés, paroissiales ou ecclésiastiques, sont données à des laïcs pour se former des clientèles et la discipline monastique se relâche, le niveau culturel des prêtres chute. En contrepoint, les rares monastères qui ont conservé une conduite irréprochable acquièrent une grande autorité morale.
À l'approche de l'an mille, un renouveau de ferveur religieuse apparaît. Un soin particulier est mis à se laver de ses péchés. En particulier, les monastères intègres reçoivent de nombreuses donations pour obtenir des prières d'absolution post mortem. Le choix des abbés s'oriente de plus en plus vers des hommes d'une grande intégrité et certains tels Guillaume d'Aquitaine vont jusqu'à donner l'autonomie et l'immunité à des monastères qui élisent leur abbé. Ce fut le cas de Gorze, Brogne ou Cluny. D'autres monastères utilisent de faux certificats d'immunité pour acquérir l'autonomie.
De tous ceux-ci, Cluny connaît le développement et l'influence les plus remarquables. Sous la férule d'abbés dynamiques tels qu'Odon, Maïeul ou Odilon, l'abbaye entraîne d'autres monastères qui lui sont rattachés et constitue bientôt un ordre très puissant (en 994, l'ordre de Cluny compte déjà 34 couvents). L'une des grandes forces de Cluny est de recruter une bonne partie de ses membres et particulièrement ses abbés dans la haute aristocratie.
L'ordre soutient activement le mouvement de la Paix de Dieu qui, utilisant la mobilisation populaire et le soutien des puissants, moralise la conduite des chevaliers souvent responsables d'exactions dans leur imposition du droit de ban. Ce faisant, l'Église impose l'image d'une société divisée en trois ordres.
L'autorité de l'empereur est faible sur ses vassaux et pendant le règne d'Henri III, comte de Tusculum, une puissante famille romaine est maîtresse de la ville. Habituée à faire élire le pape, elle tente de reprendre ses prérogatives. Critiquant la faible moralité des papes désignés par l'empereur, elle fait élire un pape concurrent, obligeant l'empereur à intervenir militairement et à réunir un grand concile le 20 décembre 1046 pour démettre les papes concurrents. Mais cela ne suffit pas : coup sur coup, deux papes désignés par l'empereur sont assassinés (Clément II et Damase II). Le nouveau candidat envoyé par l'empereur a la finesse de demander aux Romains de l'élire, ce qui leur convient : il est sacré sous le nom de Léon IX en 1049. Élevé dans l'esprit de la réforme monastique, il conclut que c'est l'indignité des papes précédents qui leur a valu leur désaveu par les romains et leur déchéance. Il nomme un clunisien, Hildebrand (le futur Grégoire VII), sous-diacre et le charge de l'administration des revenus du Saint-Siège, proche de la faillite. Hildebrand, agissant en véritable éminence grise, est à l'origine des actes les plus importants de son pontificat et de ceux de ses successeurs (Victor II (1055-1057), Étienne IV (1057-1058), Nicolas II (1058-1061), Alexandre II (1061-1073)). De fait, Hildebrand lance la réforme grégorienne vingt-cinq ans avant de devenir pape lui-même. Il émancipe progressivement l'Église de la tutelle de l'empereur.
Laissant le pouvoir temporel et militaire à la noblesse, l'Église devient le garant moral de l'équilibre social. Concentrant toutes les connaissances depuis la fin de l'antiquité et étant le principal promoteur de l'enseignement et des progrès scientifiques et techniques (principalement au sein des abbayes), le clergé se positionne comme l'élément central et indispensable de la société médiévale. Les clercs, sachant lire et compter, gèrent les institutions ; les religieux font fonctionner les œuvres caritatives et les écoles. Par le biais des fêtes religieuses, le nombre des jours chômés atteint 140 par an. Maîtrisant les échanges culturels et bénéficiant des meilleures connaissances techniques, les abbayes se taillent vite la part du lion dans le tissu économique encore majoritairement agricole. L'Église connaît l'apogée de sa puissance économique, culturelle, politique et même militaire (grâce aux ordres militaires qui sont pour les papes des réserves permanentes de forces armées auto-financées) pendant les croisades.

### Le pouvoir spirituel et le pouvoir temporel, la répartition des rôles
La querelle des Investitures est l’occasion d’une lutte sans merci entre le pape et l’empereur allemand. Dans les Dictatus papae, Grégoire VII affirme que la plénitude de pouvoir, en latin plenitudo potestatis, appartient au souverain pontife. Le concordat de Worms de 1122 sonne définitivement le glas du césaropapisme en Occident. Bien plus, dans la seconde moitié du XIIIe siècle, la plénitude de pouvoir spirituel est devenue une "notion totalitaire". L’Église ne peut tolérer un autre pouvoir que celui du pape. Selon la théorie des deux glaives, le pape détient aussi bien le glaive spirituel que le glaive temporel. Il donne le second au prince pour qu’il en fasse l’usage que le pape lui indique. L’Église catholique romaine tente ainsi d’instaurer une théocratie pontificale en faisant du pape le représentant de Dieu sur terre.

### Les évolutions de la société: la percée de l'Ordre marchand
À partir de la fin du XIIIe siècle, l'équilibre entre les trois ordres se rompt. D'une part la bourgeoisie détient une puissance économique qui, progressivement, la rend politiquement indispensable (princes et ecclésiastiques lui empruntent des fonds).

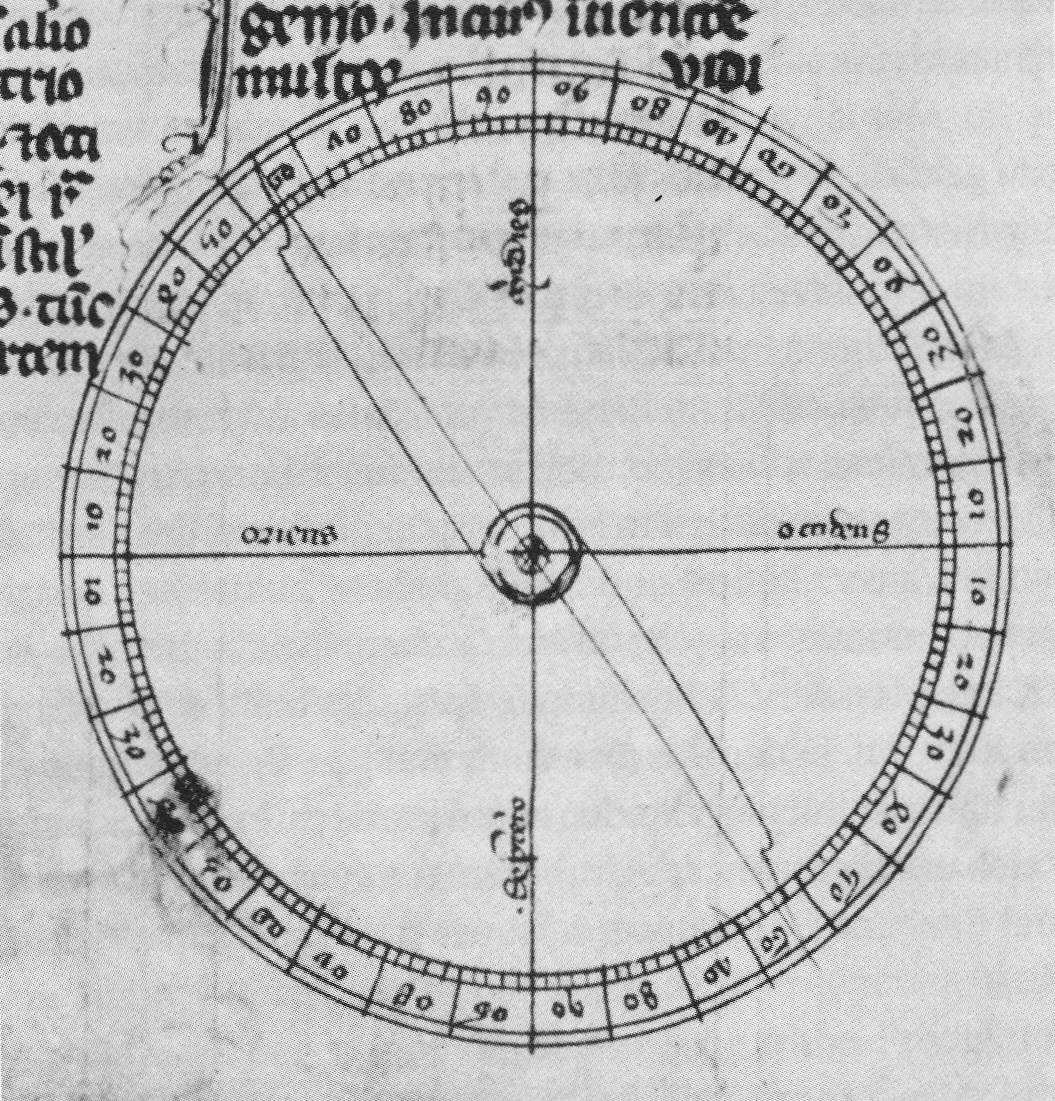
Les travaux de Pierre de Maricourt sur le magnétisme permettent la mise au point de compas : Epistola de magnete (1269).

D'autre part, pour les besoins du commerce puis pour assurer sa propre ascension sociale, elle a pris en charge une partie de la culture, créant des écoles laïques et finançant un mécénat culturel ainsi que nombre d'œuvres sociales. La plupart des innovations techniques sont alors le fait de laïcs, ingénieurs, architectes (tels Villard de Honnecourt), artisans (tels Jacopo Dondi et son fils Giovanni, concepteurs de l'horloge à échappement)… La place de choix accordée à l'Église dans la société pour son rôle culturel et social, se justifie de moins en moins.
Alors que le clergé était à la pointe du progrès scientifique et philosophique avec des universitaires comme Roger Bacon, Robert Grossetête, Pierre de Maricourt, Pierre Abélard ou Thomas d'Aquin, certains de ses membres craignent d'être dépassés par des évolutions qui remettent en cause sa place. Un tournant est pris le 7 mars 1277, lorsque l'évêque de Paris, Étienne Tempier, condamne les averroïstes (Siger de Brabant) et certaines thèses de Thomas d'Aquin. L'Église devient une force conservatrice tout en laissant se développer des positions mystiques, laissant la bourgeoisie prendre un rôle croissant dans le progrès scientifique et philosophique.
Confrontée à une perte d'influence spirituelle, elle tente d'accaparer le pouvoir temporel. Philippe le Bel y réagit très violemment, s'appuyant en particulier sur les universitaires et la bourgeoisie auxquels il donne une place politique plus importante par l'intermédiaire de la création des États généraux. Les XIVe et XVe siècles sont marqués par la lutte entre deux conceptions de la société, une lutte qui sous-tend la guerre de Cent Ans où l'ordre féodal est menacé par la demande de reconnaissance politique des villes (Étienne Marcel, ordonnance cabochienne…).

#### L'affrontement entre Philippe le Bel et la papauté

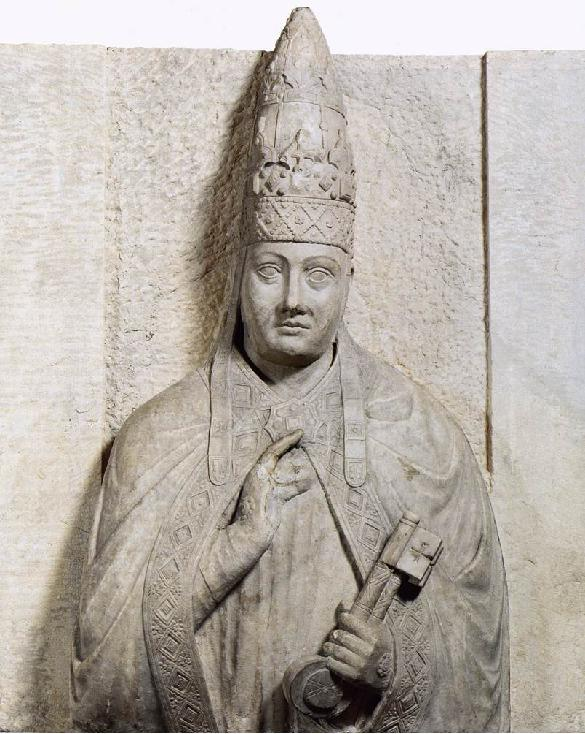
Arnolfo di Cambio, statue de Boniface, Museo dell'Opera del Duomo (Florence).

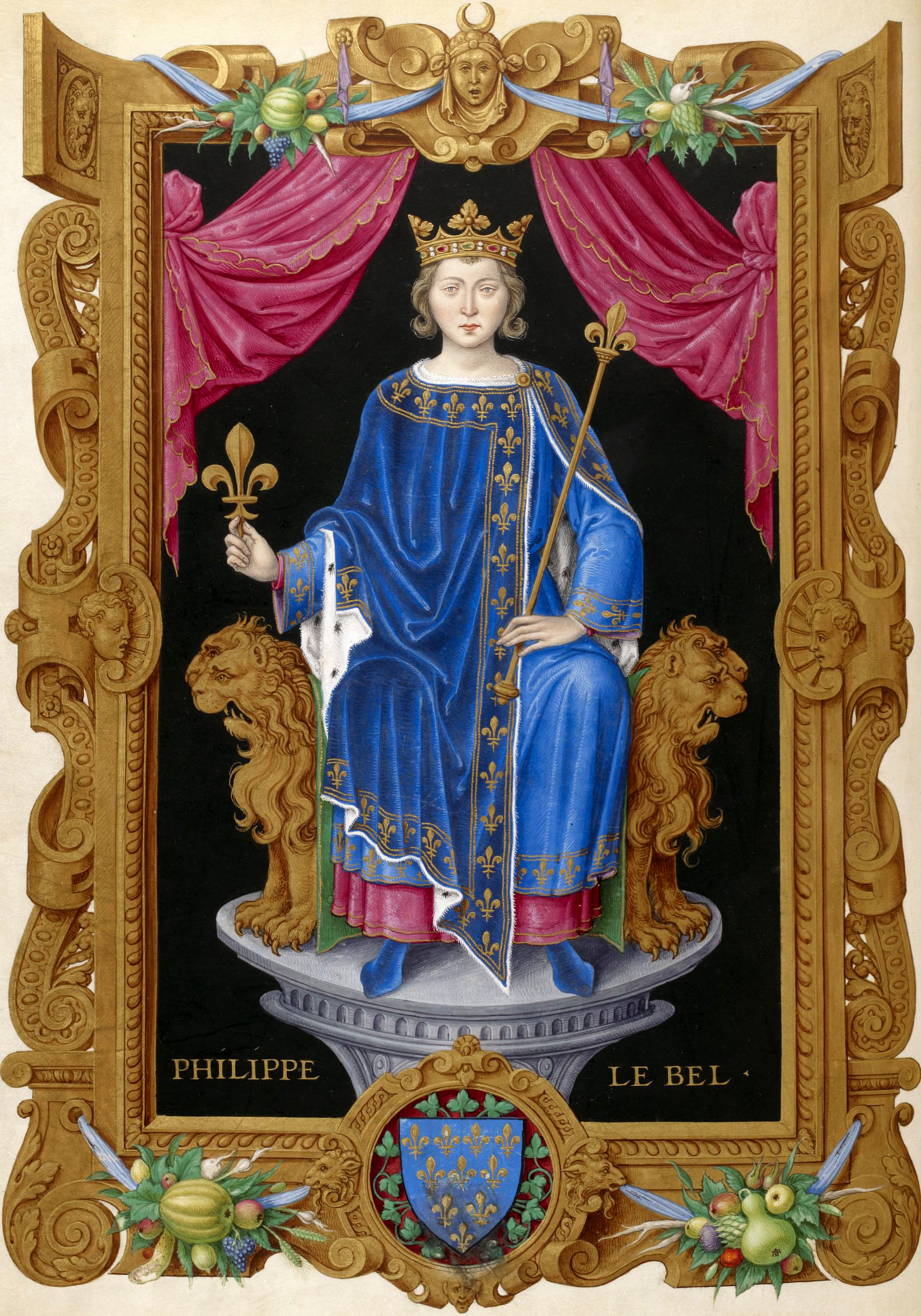
Philippe le Bel, Recueil des rois de France, vers 1550.

Philippe le Bel a besoin de ressources pour entretenir une armée et une marine capables de maîtriser les velléités d'autonomie des riches villes flamandes. Il décide de lever, en 1295, un impôt exceptionnel sur le clergé, la « décime ». Le pape Boniface VIII, qui tire d'abondants revenus de France, répond par la bulle de 1296, Clericis laicos. Visant les souverains, il y affirme que le clergé ne peut être soumis à aucun impôt sans l'accord du Saint-Siège. Les évêques sont tenus de suivre les recommandations du Saint-Siège sous peine d'excommunication.
En rétorsion, Philippe Le Bel interdit toute exportation de valeurs hors du royaume de France, ce qui a pour effet de priver le pape d'une part importante de ses ressources. Les rapports avec Rome se tendent ; en 1302, par la bulle Unam Sanctam, Boniface VIII affirme la supériorité du pouvoir spirituel sur le pouvoir temporel et, de ce fait, la supériorité du pape sur les rois, ces derniers étant responsables devant le chef de l'Église. C'en est trop pour Philippe le Bel, qui réunit un concile des évêques de France pour condamner le pape. Il convoque aussi des assemblées de nobles et de bourgeois à Paris, cherchant l'appui de tous ses sujets pour légitimer sa lutte contre le pape. Ce dernier menace d'excommunier Philippe IV et de jeter l'interdit sur le royaume de France.

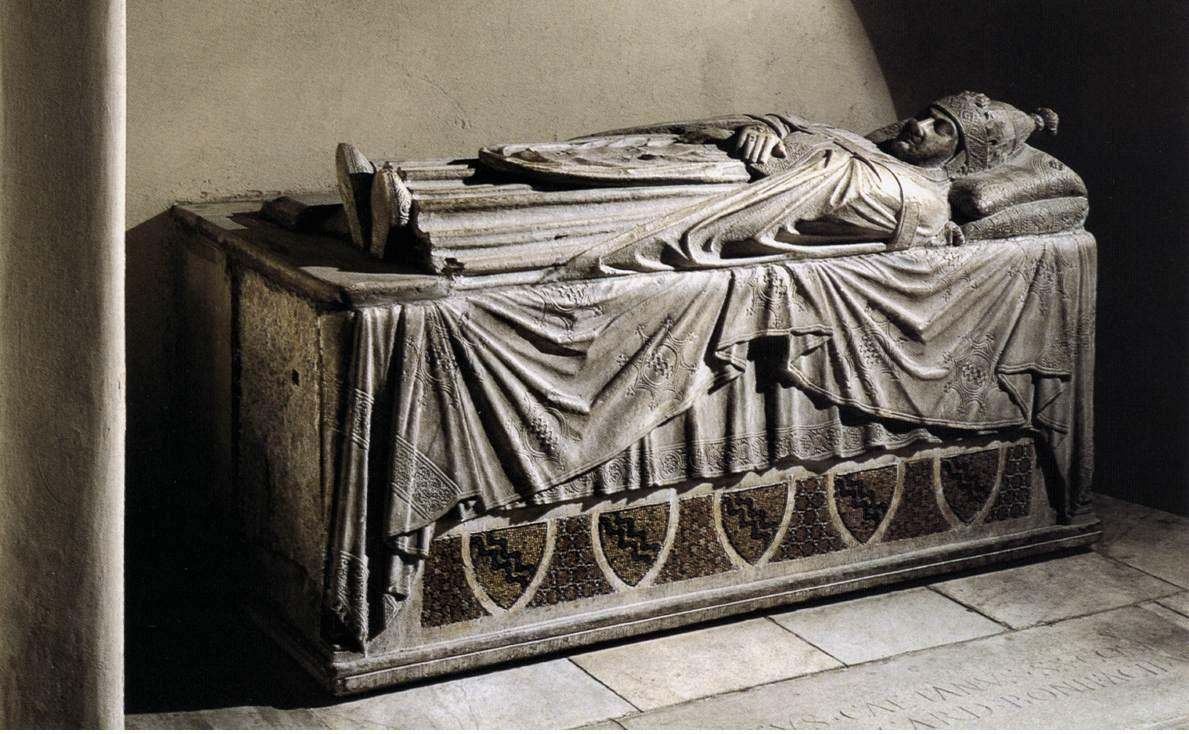
Tombe de Boniface, grotte vaticane.

Fort du soutien de la population et des ecclésiastiques, le roi envoie son garde des sceaux, le chevalier Guillaume de Nogaret avec une petite escorte armée vers l'Italie afin d'arrêter le pape et de le faire juger par un concile. Nogaret est bientôt rejoint par un ennemi personnel de Boniface VIII, Sciarra Colonna, qui lui fait savoir que le pape s'est réfugié à Anagni. Le 8 septembre 1303, lors d'un entretien tumultueux, le pape Boniface VIII est menacé par Guillaume de Nogaret. Il meurt quelques semaines plus tard.
Son successeur Benoît XI est élu le 22 octobre 1303 dans une atmosphère des plus tendues. Il annule la plupart des mesures de nature à vexer le puissant roi de France avant de mourir lui-même le 7 juillet 1304.
Pendant onze mois de pénibles tractations se déroulent entre le parti français conduit par la famille romaine des Colonna, et le parti du défunt Boniface VIII mené par les Caetani. On décide finalement de choisir le pape à l'extérieur du Sacré Collège des cardinaux et l'unanimité ou presque se fait sur le nom de Bertrand de Got, prélat diplomate et juriste éminent, resté neutre dans la querelle entre Philippe le Bel et Boniface VIII. Le 5 juin 1305 les cardinaux, réunis en conclave à Pérouse, portent à la tête de l'Église Bertrand de Got qui choisit le nom de Clément V. C'est le dixième pape français. Il monte sur le trône de saint Pierre à l'âge de quarante ans, alors que l'Église traverse une grave crise politique.
Le nouveau pape renonce à se rendre à Rome par crainte des intrigues locales et des risques liés au conflit des guelfes et des gibelins. Il choisit en définitive de se faire couronner à Lyon, en terre d'Empire, le 1er novembre.

### Origine de l'implantation à Avignon
Après son élection à Pérouse, le 24 juillet 1305 et son couronnement à Lyon, le 15 novembre, le pape Clément V entreprit une longue errance dans le royaume de France et la Guyenne anglaise. L'ancien archevêque de Bordeaux avait été élu grâce au soutien du roi de France, dont il était le sujet mais non le vassal, en échange duquel soutien il lui devenait redevable.
Clément V fait son possible pour se concilier les bonnes grâces du puissant Philippe le Bel, mais repousse sa demande d'ouvrir un procès posthume contre Boniface VIII qui aurait pu justifier a posteriori l'attentat d'Anagni. En 1307, il a un entretien avec le roi capétien où il est question en particulier du sort des Templiers. Philippe le Bel veut supprimer cet influent et riche ordre de moines-chevaliers qui répond de l'autorité du pape et non de la sienne à lui Philippe — et qui, au passage, est son créancier pour 500 000 livres. C'est chose faite le vendredi 13 octobre 1307, sans opposition du pape.
Le concile de Vienne convoqué par Clément V pour juger l'ordre du Temple, nécessitait qu'il se rapprochât de cette ville. Il rejoignit donc le Comtat Venaissin, terre pontificale. Si son choix se porta sur la ville d'Avignon, possession du comte de Provence (roi de Naples et à ce titre vassal du Saint-siège), c'était que sa situation sur la rive gauche du fleuve la mettait en relation avec le nord de l'Europe, par l'axe Rhône/Saône. Par ailleurs dans cette vallée du Rhône, frontière commune entre la France et le Saint-Empire romain germanique, seules des villes desservies par un pont pouvaient postuler à un rôle de capitales internationales. C'était le cas d'Avignon avec le pont Saint-Bénézet, lieu de passage obligé entre l'Espagne et le Languedoc, la Provence et l'Italie.
De plus, l'importance des foires de Champagne jusqu'à la fin du XIIIe siècle et la pérennité de la foire de Beaucaire avaient fait d'Avignon et de son rocher une étape commerciale obligée. La présence pontificale allait lui redonner un lustre qu'elle était en passe de perdre et le conflit entre l'Angleterre et la France une importance politique que n'aurait pu avoir Rome trop excentrée vis-à-vis de ces deux royaumes.
Si Rome, dès l'Antiquité, avait dû sa puissance et sa grandeur à sa position centrale dans le bassin méditerranéen, elle avait perdu de l'importance et, dans cette fin du Moyen Âge, le centre de gravité du monde chrétien s'était déplacé. La situation d'Avignon était bien plus favorable géographiquement et politiquement.

## La papauté à Avignon
Les sept papes qui siégèrent à Avignon de 1305 à 1377 sont tous français selon le territoire actuel. En réalité, ce sont des papes de langue d'oc dont la région d'origine dépendait, soit directement du roi de France, soit du roi d'Angleterre (pour ses terres relevant du roi de France), soit du comté de Provence (qui relevait du Saint-Empire romain germanique).

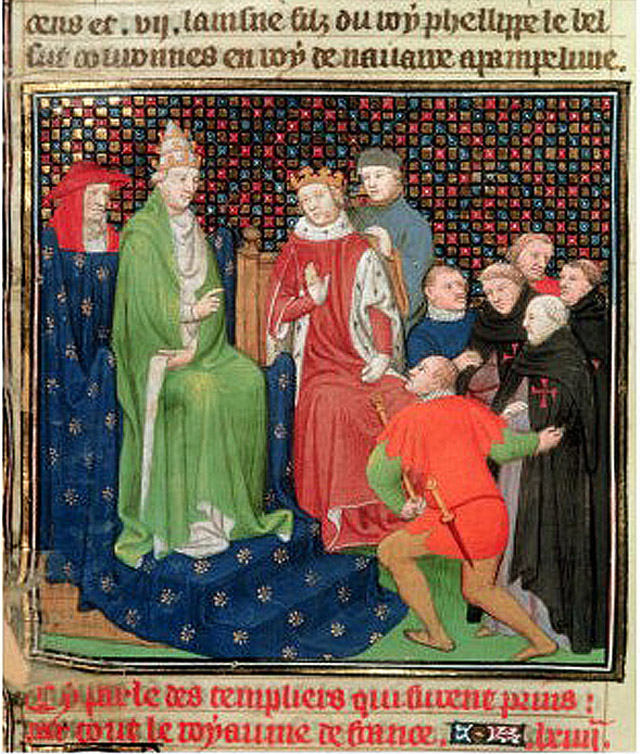
Clément V, 1305-1314
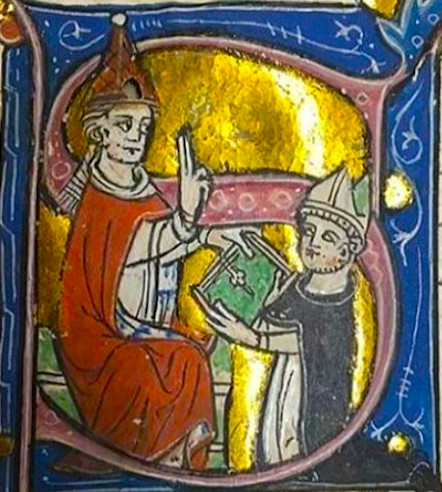
Jean XXII, 1316-1334
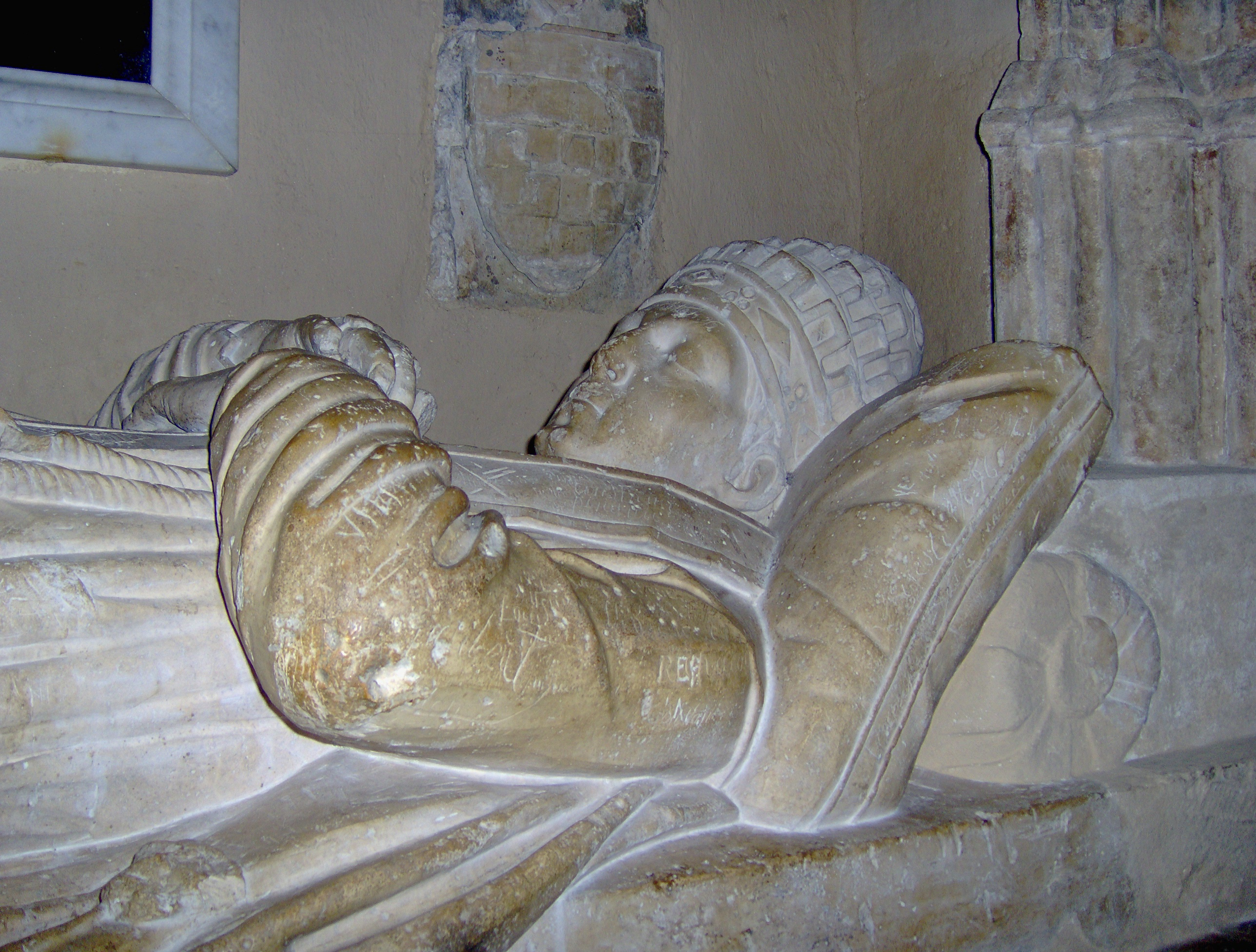
Benoît XII, 1334-1342
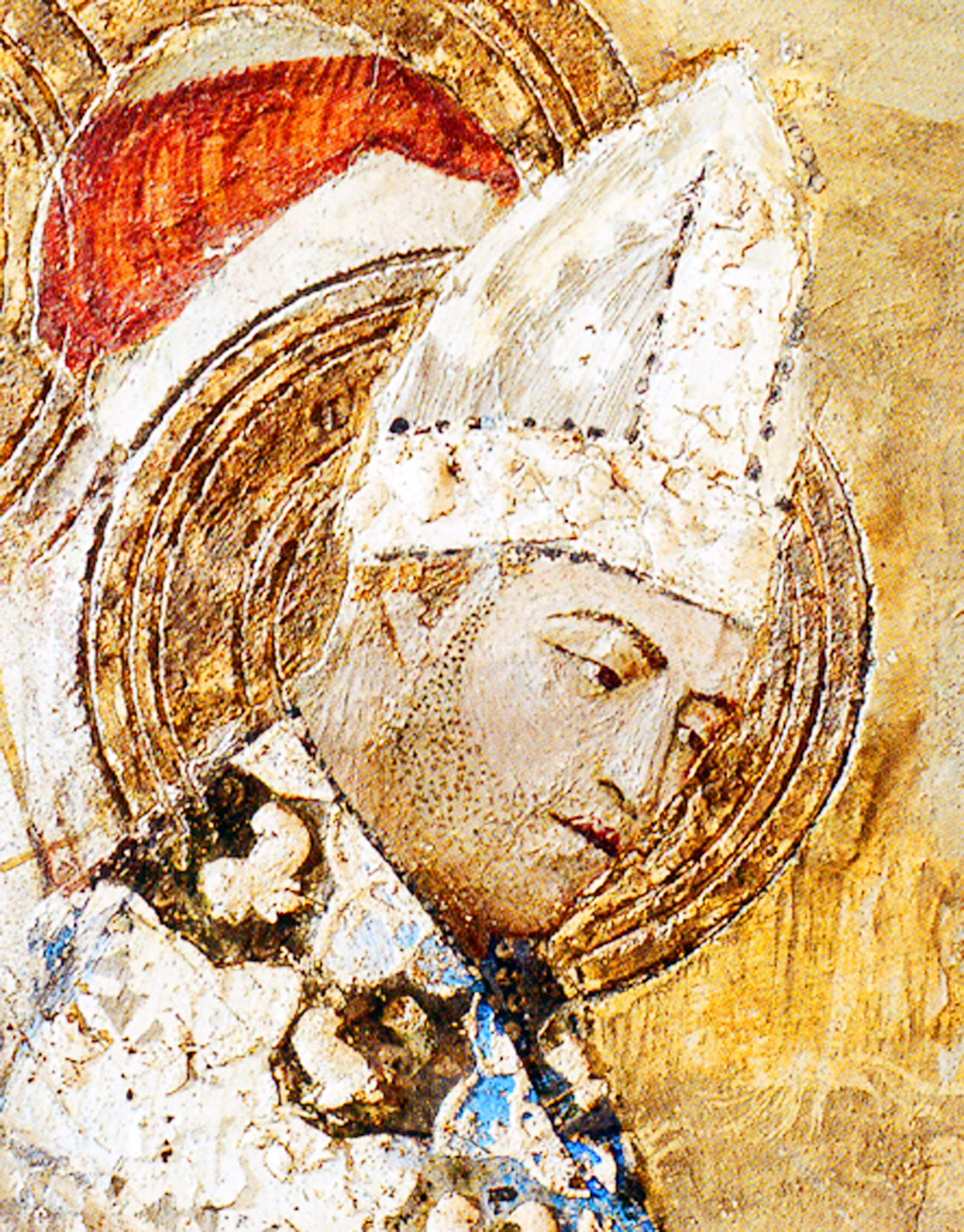
Clément VI, 1342-1352
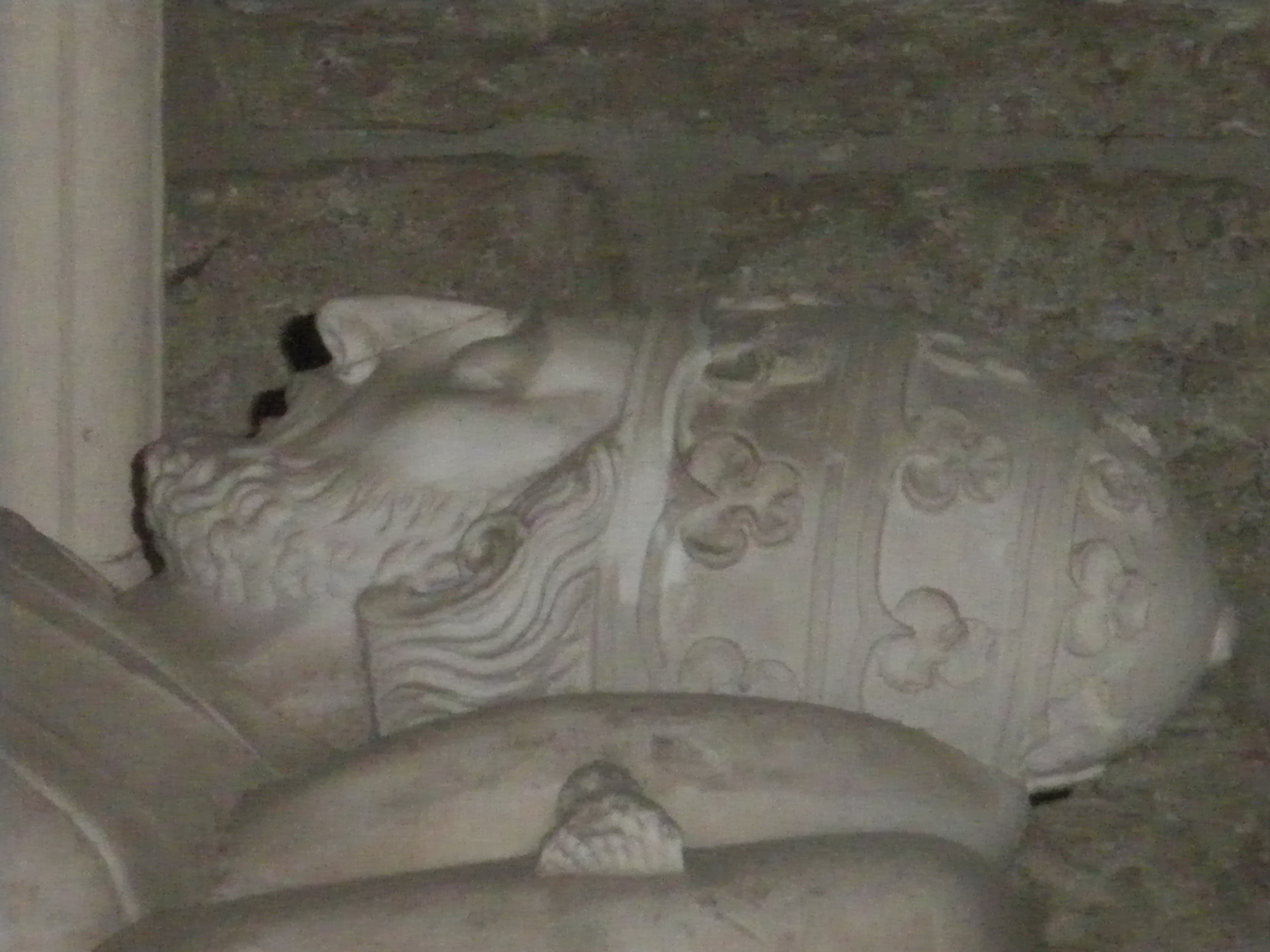
Innocent VI, 1352-1362
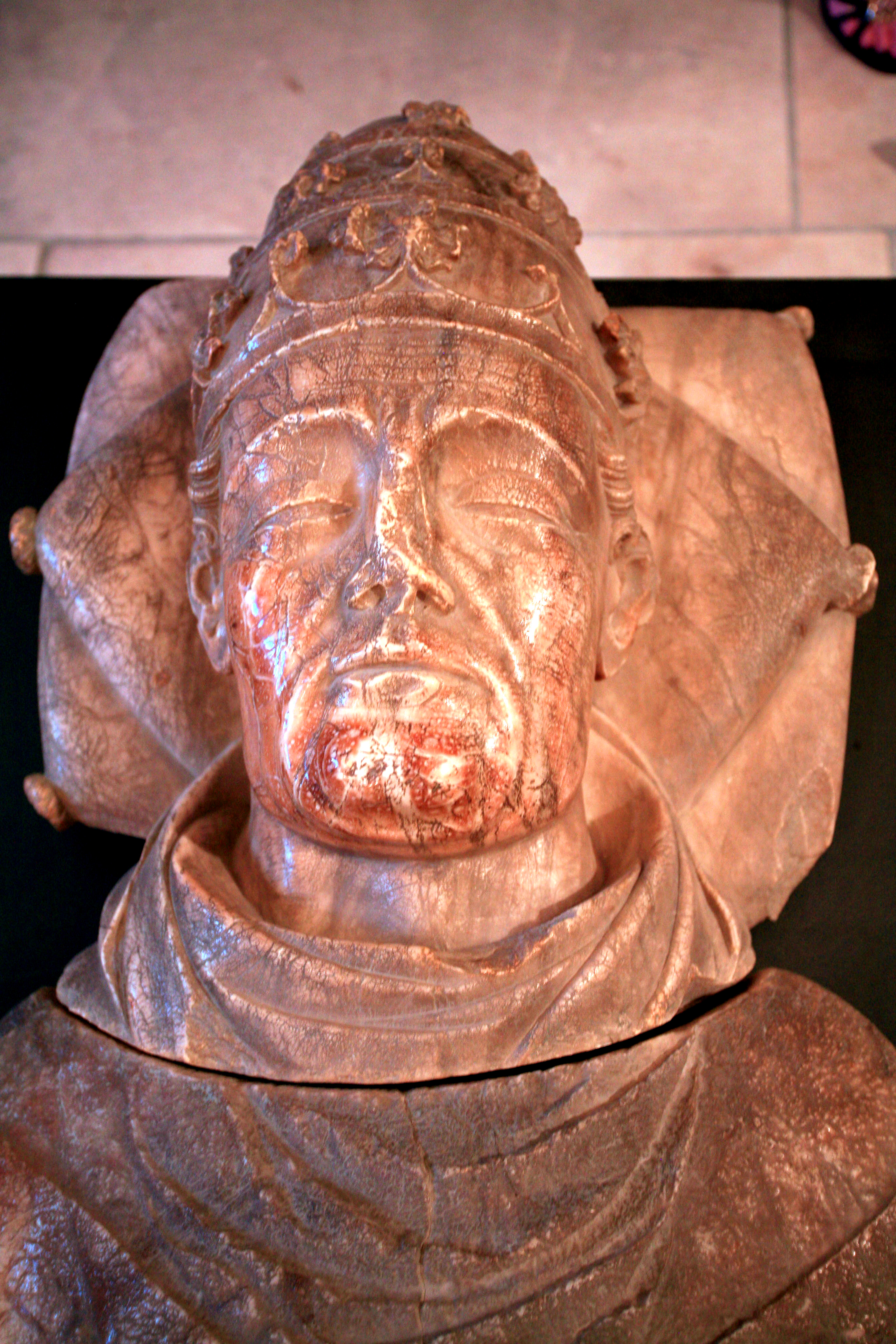
Urbain V, 1362-1370
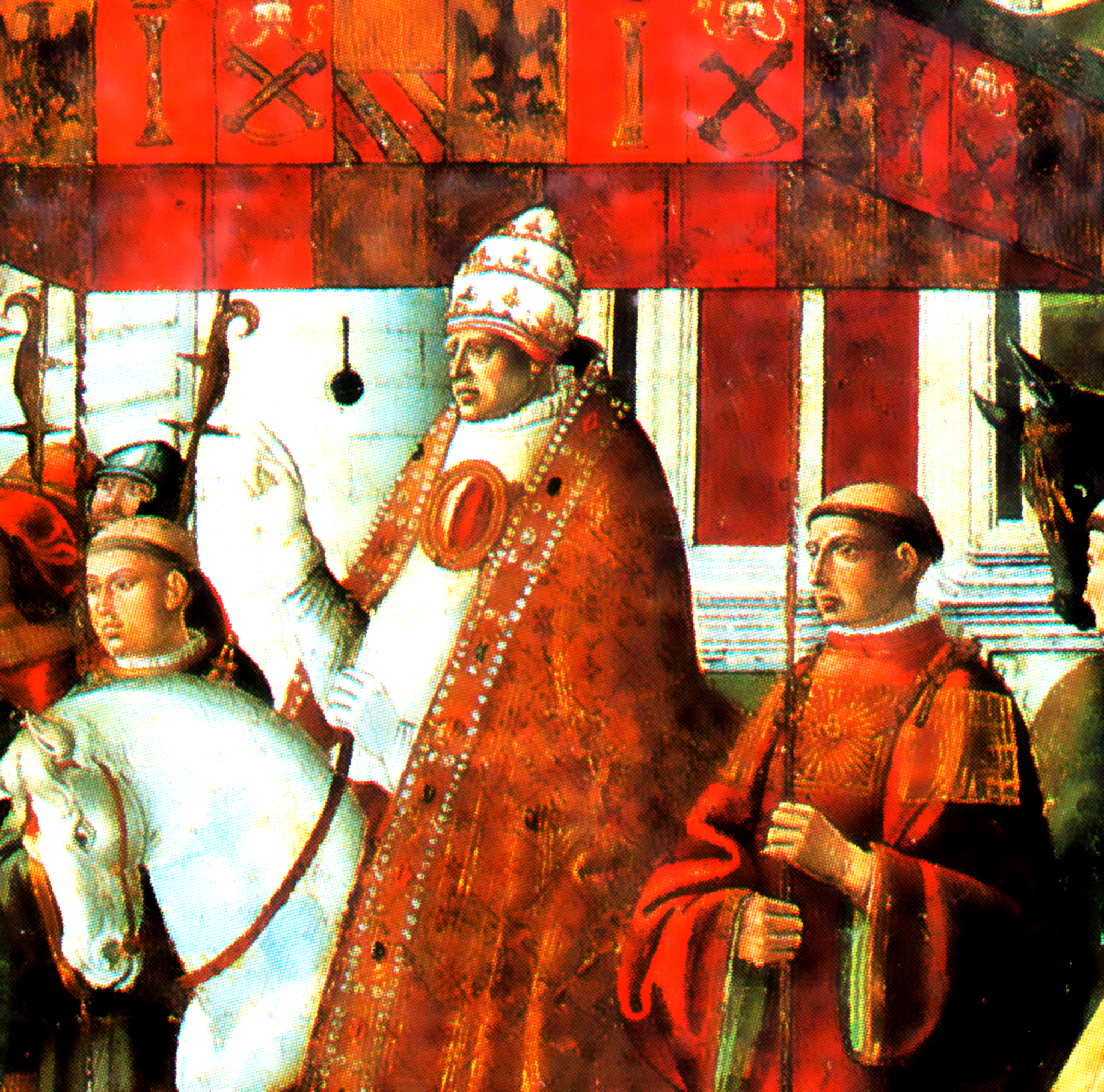
Grégoire XI, 1370-1378

### ClémentV

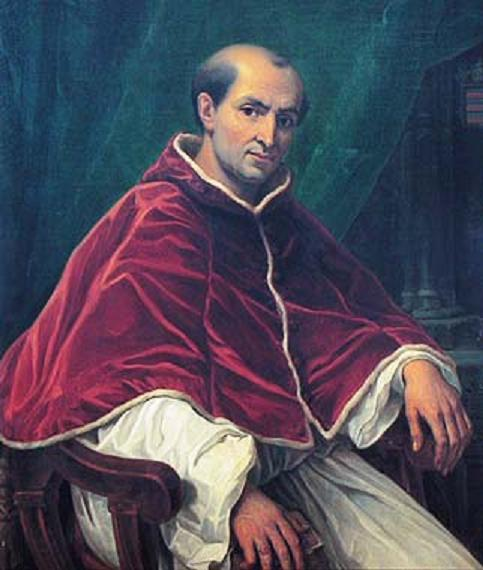
Clément, tel qu’imaginé par Henri Serrur en 1839/1840.

En 1305 Bertrand de Got devint à l'âge de quarante ans le second pape d'origine française et le premier pape d'Avignon. Il n'arriva à Avignon que le 9 mars 1309 et logea au couvent dominicain des frères prêcheurs. En 1314, sans doute atteint d'un cancer des intestins, ses « physiciens » (médecins) tentent d’apaiser ses douleurs en lui faisant ingurgiter des émeraudes pilées. Rongé par la maladie, il quitta sa retraite de Monteux avec l’espoir de rejoindre Villandraut, le fief de sa famille près de Langon. Le pape s'éteignit le 20 avril 1314, à Roquemaure.
Sous son pontificat, Avignon devint, sous la haute surveillance du roi de France Philippe le Bel, la résidence officielle d'une partie du Sacré Collège des cardinaux, tandis que le pape préféra résider à Carpentras, Malaucène ou Monteux, cités comtadines. Personne ne pensait qu'Avignon allait devenir la résidence papale pour neuf d'entre eux.

### JeanXXII
À la mort de Clément V, et à la suite d'une élection difficile, Jacques Duèze fut élu au conclave de Lyon le 7 août 1316 sous le nom de Jean XXII. À 72 ans, son âge avancé le fit considérer par les cardinaux comme un pape de transition, et pourtant il présida l'église catholique pendant dix-huit ans. N'étant ni italien ni gascon, il n'avait eu qu'un rôle politique effacé jusqu'alors. Or, dès le 9 août, il fit part de son intention de rouvrir l'Audience de la Contredite à Avignon, le 1er octobre suivant. Il signifiait ainsi sa volonté de fixer la papauté dans la ville dont il avait été l'évêque depuis le 18 mars 1310. La logique aurait voulu que Carpentras fût le séjour transalpin de la papauté. Mais la plus grande ville du Comtat Venaissin restait entachée par le coup de force des Gascons lors du conclave qui avait suivi la mort de Clément V. De plus, l'ancien évêque d'Avignon préférait, à l'évidence, sa cité épiscopale qui lui était familière et qui avait l'avantage de se situer au carrefour des grandes routes du monde occidental grâce à son fleuve et à son pont.
Couronné le 5 septembre, il choisit le nom de Jean XXII et descendit à Avignon par la voie fluviale. Arrivé sur place, il se réserva la disposition du couvent des frères prêcheurs avant de se réinstaller dans le palais épiscopal qu’il avait occupé.
Toute la chrétienté était secouée par un profond débat sur la pauvreté de l'Église, initié par les franciscains. Jean XXII fit face à ce débat avec des concessions ou des condamnations, composant avec les franciscains, ou les excommuniant comme pour son général Michel de Césène ; il est vrai que ce dernier s'était allié à l'empereur Louis IV de Bavière pour nommer un nouveau pape. Il parvint à rééquilibrer les rapports de forces, en levant les cités guelfes d'Italie et le Roi de Naples contre l'empereur Louis de Bavière. De plus il dut gérer la croisade des Pastoureaux, vaste mouvement populaire initié par les prêches enflammés d’un bénédictin apostat et d’un prêtre interdit, ayant convaincu le peuple de l’urgence du « Saint Voyage » pour aller combattre les infidèles ; par bandes entières, ces Pastoureaux (terme désignant à l'époque les jeunes bergers, et ici plus généralement les paysans insurgés) pillent et massacrent tout sur leur passage. Jean XXII lance l’excommunication contre tous ceux qui se croisent sans l’autorisation pontificale.
D'un point de vue artistique le pape, d'abord en désaccord avec les innovations musicales de Philippe de Vitry ayant publié vers 1320 à Paris son fameux traité Ars Nova qui modifiait la Notation musicale, finit par lui témoigner son estime en le comblant de bénéfices et en l'invitant à Avignon.
En matière d'économie il suit l'exemple du roi de France Charles IV de France, expulsant et spoliant les Juifs du Comtat Venaissin et d'Avignon afin de rétablir les finances pontificales. Pour parfaire l’expulsion, le pape juge utile et nécessaire de faire jeter à bas les synagogues de Bédarrides, Bollène, Carpentras, Le Thor, Malaucène, Monteux et Pernes. Mais au-delà de ces spoliations, Jean XXII a été avant tout le grand organisateur de l'administration pontificale et de la structuration du fonctionnement ordinaire de l'Église. Il a étendu la réserve des collations, mis en place une fiscalité sur les bénéfices, créé les rouages d'un gouvernement central. Il se montra un excellent gestionnaire et laissa une trésorerie importante à son successeur.

### BenoîtXII
Le 4 décembre 1334, à l'aube, Jean XXII mourut à 90 ans. Ce fut Jacques Fournier, dit le cardinal blanc, qui lui succéda. Il est bien connu par son épiscopat à Pamiers pour le zèle extrême avec lequel il poursuivit les Cathares, réfugiés dans les lieux retirés du haut pays ariégeois. Après avoir choisi le nom de Benoît XII en l’honneur du patron de l’Ordre des cisterciens dont il était issu, le nouveau pape fut couronné à l’église des dominicains d’Avignon le 8 janvier 1335 par le cardinal Napoléon Orsini, qui avait déjà couronné les deux papes précédents.
L'idée première de ce pontife était de remettre de l'ordre dans l'Église et de ramener le Saint-Siège à Rome. À peine élu, il avait fait annuler les commandites de son prédécesseur et renvoyé dans leur diocèse ou abbaye tous les prélats et abbés de la cour.
Le 6 juillet 1335, quand arrivèrent à Avignon des envoyés de Rome, il leur fit la promesse de revenir sur les bords du Tibre mais sans préciser de date. La révolte de la cité de Bologne et les protestations des cardinaux mirent un terme à ses désirs et le convainquirent de rester sur les rives du Rhône. En attendant, il passa les quatre mois d’été installé dans le palais de Pont-de-Sorgues construit par son prédécesseur.
Pourtant, installé dans le palais épiscopal qu'avait totalement transformé son prédécesseur, le nouveau pape décida très vite de le modifier et de l'agrandir. Dès le 9 février 1335, le pontife adressa une lettre au Dauphin du Viennois lui recommandant un frère convers de l'abbaye de Fontfroide chargé d'acheter du bois en Dauphiné pour un nouveau palais.
Il fit démolir tout ce que son prédécesseur avait fait construire et fit bâtir, d'après les plans de l'architecte Pierre Obreri, la partie septentrionale du palais apostolique qu'il termina par les assises de la tour du Trouillas. La Révérende Chambre apostolique – le « ministère des Finances » pontificales – acheta le palais qu'avait fait bâtir Armand de Via pour servir d'habitation aux évêques d'Avignon.

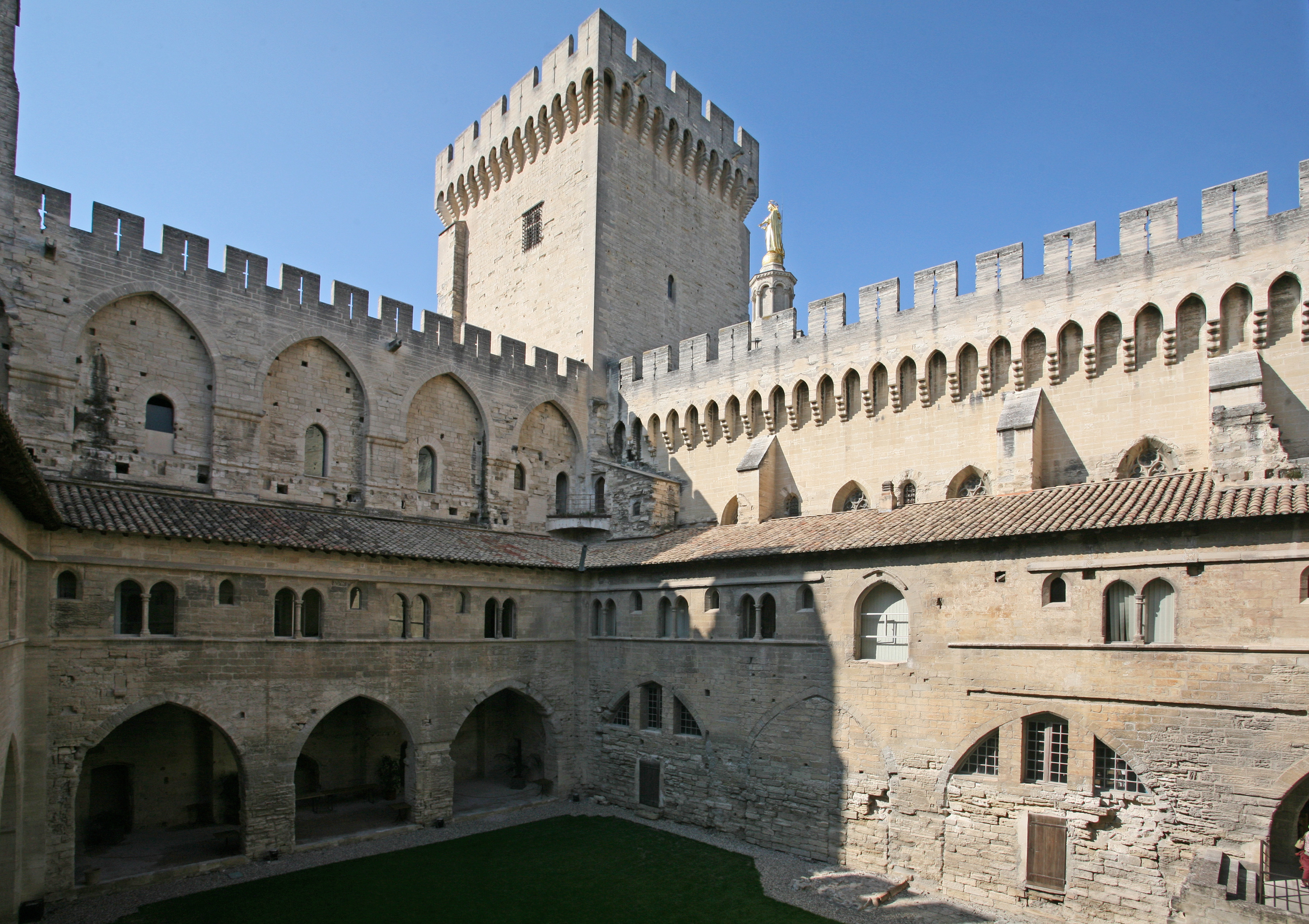
Le cloître, œuvre de l'architecte Pierre Peysson.

Pour diriger les travaux de son palais, il fit venir au printemps 1335 Pierre Peysson, un architecte qu’il avait employé à Mirepoix, le chargeant de réaménager la tour des Anges et la chapelle pontificale nord. Malgré son austérité, Benoît XII envisagea même, sur les conseils de Robert d’Anjou, d’engager Giotto pour faire décorer la chapelle pontificale. Seule sa mort en 1336 empêcha ce projet. Ces nouveaux bâtiments furent consacrés, le 23 juin 1336, par le camérier Gaspard (ou Gasbert) de Laval. Le 5 du même mois, le pape justifia sa décision auprès du cardinal Pierre des Prés :

« Nous avons pensé et mûrement considéré qu’il importe beaucoup à l’Église romaine d’avoir dans la cité d’Avignon où réside depuis longtemps la Cour romaine et où nous résidons avec elle, un palais spécial où le pontife romain puisse habiter quand et aussi longtemps qu’il lui paraîtra nécessaire. »

Le 10 novembre 1337, la guerre de Cent Ans débutait. En Flandre, les Anglais prirent pied sur l’île de Cadsan, tandis que la flotte française offrit bataille à celle du roi d’Angleterre à Southampton. Benoît XII, par ses légats, sollicita une trêve qui fut acceptée par les deux parties. Ce ne fut pourtant pas ce conflit franco-anglais qui incita le pape à se faire édifier un palais fortifié mais, dès son élection, la crainte de l’empereur Louis de Bavière. Les relations entre la papauté et l'Empire étaient extrêmement tendues depuis que le 8 octobre 1323, Jean XXII avait déclaré en plein consistoire que le Bavarois était un usurpateur et un ennemi de l'Église. Convoqué à Avignon pour se justifier de son soutien aux Visconti, il ne s'était pas présenté et avait été excommunié le 23 mars 1324. En représailles Louis IV de Bavière était descendu en Italie avec son armée pour se faire couronner à Rome et avait même fait élire un antipape en la personne de Nicolas V qui avait destitué Jean XXII rebaptisé Jean de Cahors. Même si Benoît XII se montra plus conciliant, Avignon, qui était en terre d'Empire, restait sous la menace tout en étant infiniment plus sûre que tout autre ville d'Italie.
C'est cet édifice fortifié qui est connu de nos jours sous le nom de « palais vieux ». Dans celui-ci, la Bibliothèque pontificale fut installée à l'intérieur de la tour du Pape avec le trésor pontifical. Sous le pontificat du troisième pape d’Avignon, elle comprenait quatre sections : théologie, droit canon, droit civil et médecine.

### ClémentVI
En 1342 Pierre Roger, cardinal au titre Santi Nereo e Achilleo auprès de Philippe VI devient pape sous le nom de Clément VI. Il considère que le palais de Benoît XII n'est pas en rapport avec la grandeur d'un souverain pontife. Il demande à Jean du Louvres, dit de Loubières, d’édifier un palais neuf digne de lui. Au début de l’été 1342, on ouvrit un nouveau chantier et le pape s'installa dans l'ancienne salle d'Audience de Jean XXII, au milieu de ce qui allait devenir la Cour d'honneur, jusqu'à sa démolition en 1347.

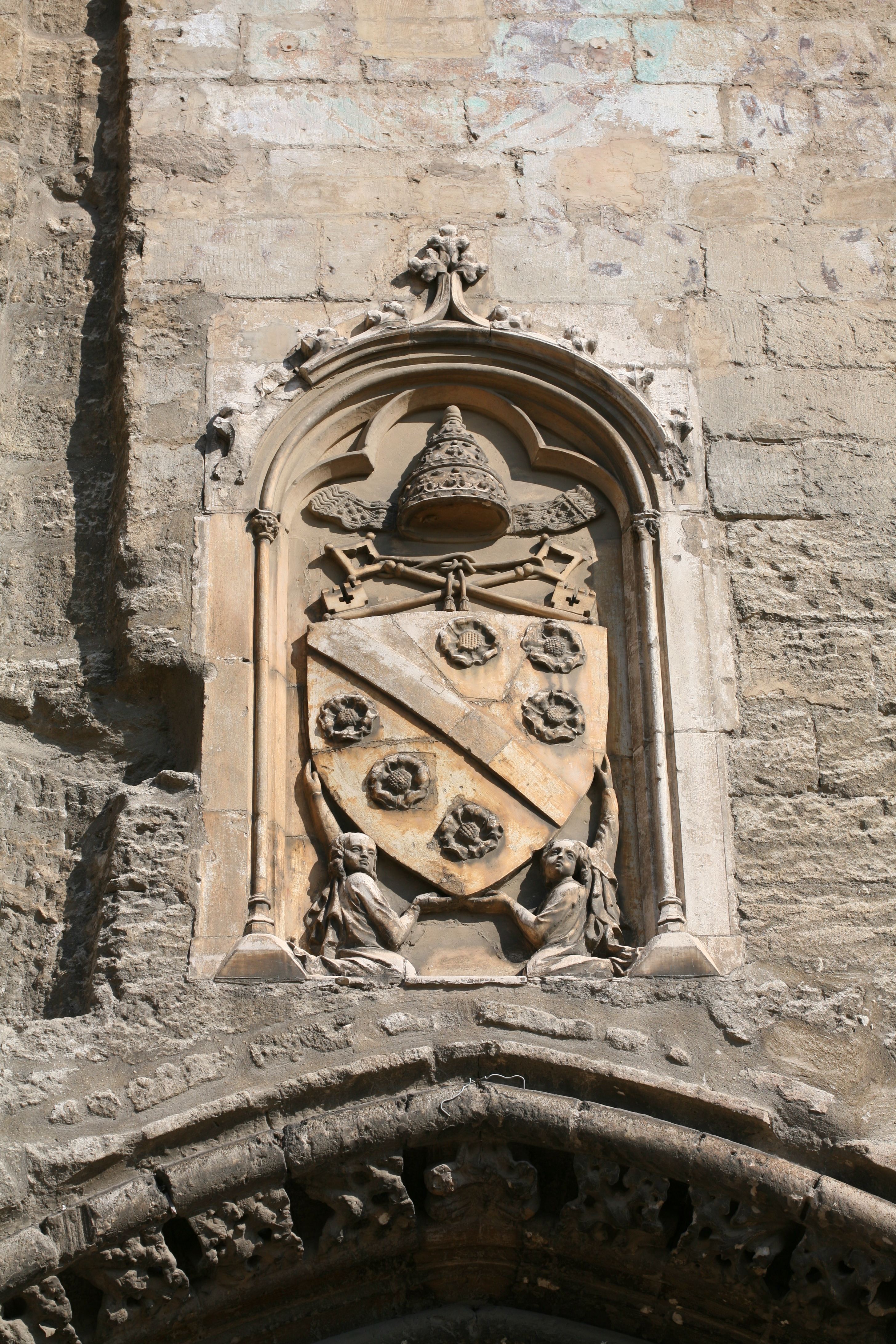
Les armoiries de Clément au-dessus de la porte des Champeaux.

Les travaux attaqués le 17 juillet 1342 ainsi que la création de la nouvelle façade transformèrent le palais dans un aspect proche de celui que nous lui connaissons aujourd’hui. Et Clément VI, dit Le Magnifique, n’oublia pas de faire placer les armoiries des Roger sur l’entrée principale, au-dessus du nouveau portail des Champeaux. L’héraldique décrit ainsi ce blason : « d’argent à la bande d’azur accompagné de six roses de gueules, trois en chef en orle, trois en pointe de bande ».
Mais surtout le pape fit couvrir les murs de fresques. Matteo Giovanetti, un prêtre de Viterbe, élève du grand Simone Martini qui se mourait à Avignon, dirigea d'importantes équipes de peintres venus de toute l'Europe.
Matteo Giovanetti commença le 13 octobre 1344 la décoration de la chapelle Saint-Martial qui s’ouvre dans le Grand Tinel. Elle fut achevée le 1er septembre 1345. Du 9 janvier au 24 septembre 1345, il décora l’oratoire Saint-Michel. En novembre 1345, il débuta les fresques du Grand Tinel qu’il termina en avril 1346. Puis en 1347, du 12 juillet au 26 octobre, il œuvra dans la salle du Consistoire, puis dans la chapelle Saint-Jean[réf. incomplète].
Durant la grande peste noire (1347-1352), pour protéger les juifs de la colère populaire, qui les rendait responsable de ce fléau, il publia deux bulles papales en 1348 prenant sous sa protection les juifs et menaçant d’excommunication ceux qui les maltraiteraient.

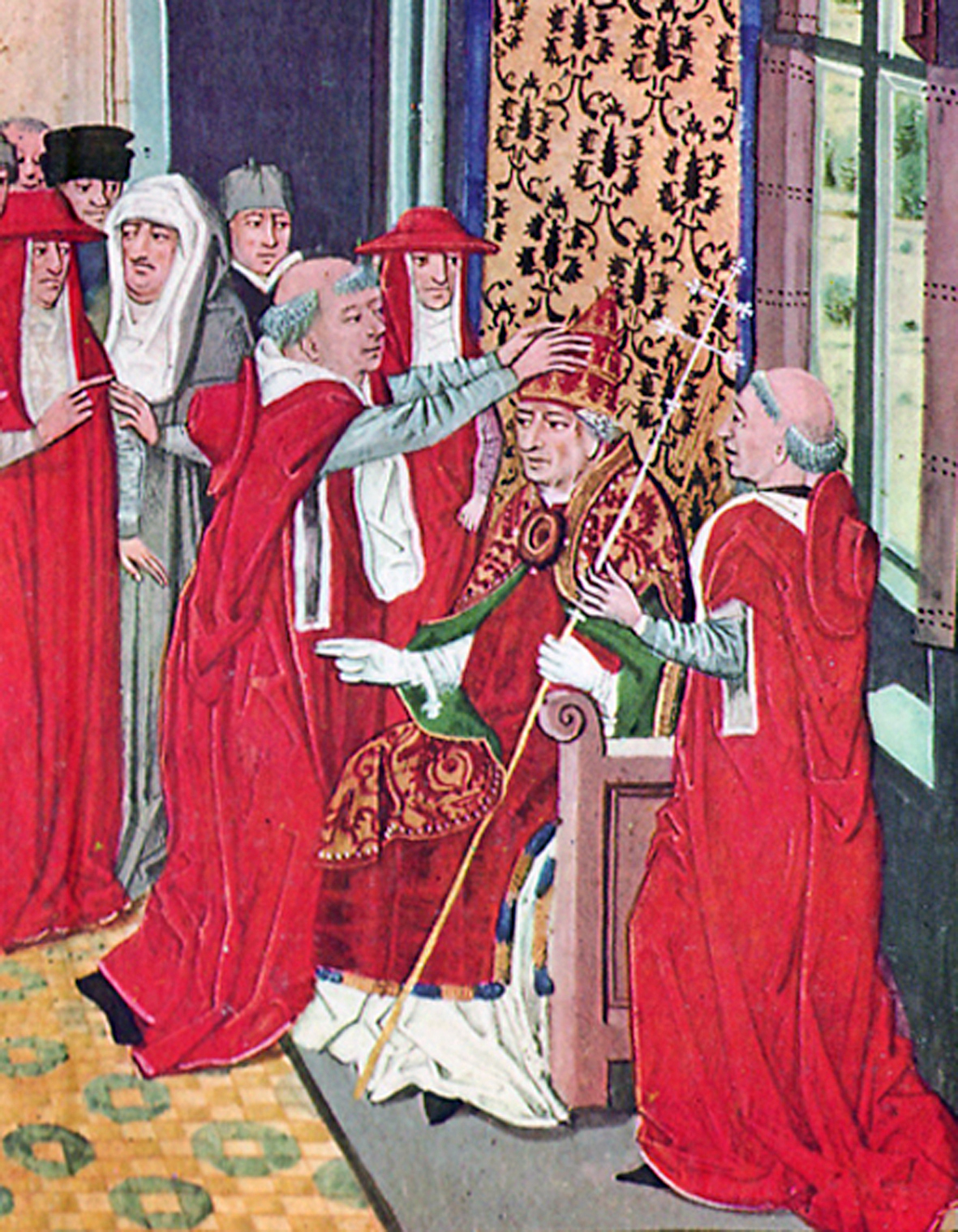
Le cardinal Guy de Boulogne couronnant Grégoire.

Comme tout grand dans ce monde féodal, Clément VI le Magnifique plaça des éléments de sa famille à de brillantes responsabilités. Ainsi le 27 mai 1348, malgré quelques réticences du Collège des cardinaux, il n’hésita pas à nommer un nouveau prince de l’Église. Il faut dire que l’impétrant n’avait que dix-huit ans, qu’il était le seul de sa promotion et que le pape était son oncle et parrain. Pierre Roger de Beaufort reçut donc le chapeau de cardinal au titre de Sainte-Marie-la-Neuve. Jusqu’alors les seuls titres de gloire du futur Grégoire XI avaient été d’être chanoine à onze ans puis prieur de Mesvres, près d’Autun. Pour éviter tout problème, le cardinal-neveu fut expédié à Pérouse pour apprendre son droit.
Le 9 juin 1348, Clément VI acheta Avignon à la reine Jeanne pour 80 000 florins, la ville devint alors indépendante de la Provence et propriété pontificale comme le Comtat Venaissin. De plus, dès 1349, il chargea Juan Fernandez de Heredia, le sauveur du roi à Crécy, de diriger la construction des nouveaux remparts devant ceindre Avignon. Pour les financer, les Avignonnais furent taxés et les membres de la Curie envoyés aux quatre coins de l’Europe pour trouver des subsides.
Clément VI le Magnifique sentit venir sa mort au milieu d’atroces souffrances. Le 6 décembre 1352, vers midi, à la suite d’une dernière crise aiguë de gravelle, il expira. Avant de mourir le pontife avait renouvelé son désir d’être inhumé dans l’abbatiale Saint-Robert de la Chaise-Dieu. Dans le chœur, il avait fait édifier un somptueux tombeau où son gisant de marbre blanc, recouvert d’une couche d’or fin présentant un visage calme qui ne manquait pas de hauteur ni d’une certaine noblesse.

### InnocentVI

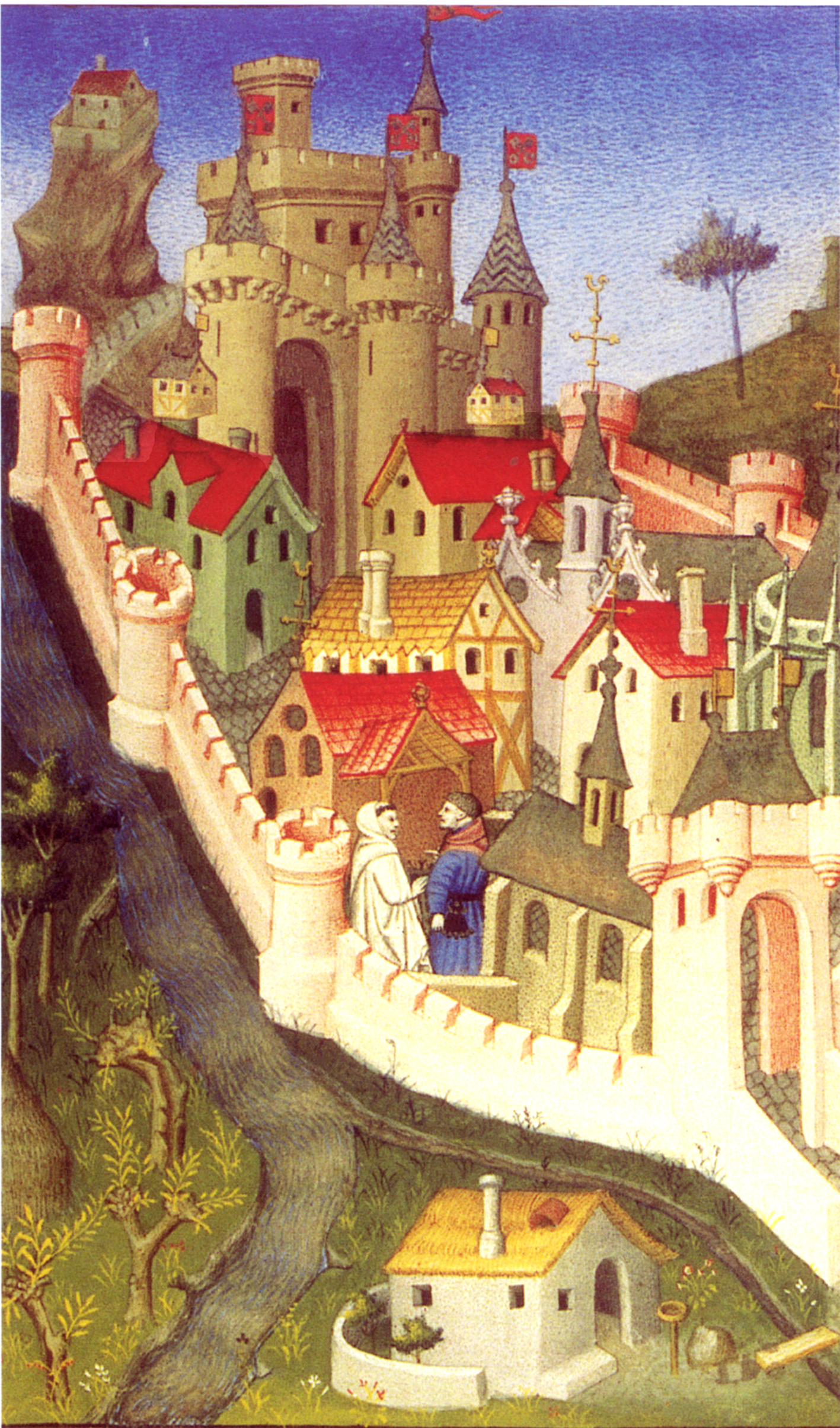
Représentation d'Avignon et du « palais forteresse » datant du début du XVe siècle
Atelier du maître de Boucicaut, ms. 23279, f° 81, Bibliothèque nationale.

Lorsqu'en 1352 Clément VI décéda, les réserves financières du Siège apostolique étaient au plus bas[réf. incomplète]. Innocent VI mène une politique d'économie après les fastes de son prédécesseur et de la cour pontificale. Entre autres réformes, il ordonne à tous les prélats et autres bénéficiers de se retirer chacun dans leurs bénéfices et d'y résider sous peine d'excommunication. Il essaye de lever des décimes en France et en Allemagne sans réel succès.
En cette période d'incertitude et de guerre de Cent Ans et pour éviter les exactions des grandes compagnies dans le Sud du royaume, et plus particulièrement en Languedoc, on lui doit la poursuite des fortifications d'Avignon en 1355. Comme en 1359, les travaux n'étaient pas finis, le pape fit réparer les anciens remparts pour former une deuxième ligne défensive. Ainsi les bandes de pillards épargnent la ville après avoir reçu de très dissuasives compensations financières. Puis les saints pères s'en retournent à Rome, les siècles passent… Et Avignon conserve sa muraille. Une muraille pas bien haute, finalement, que l'on pourrait presque enjamber et qu'un certain missionnaire, le père Labat, raillait ainsi en 1731 : « Si les boulets de canon n'étaient remplis que de vent, [les remparts] pourraient résister quelque temps. » Il a même été question un moment de les démolir. On les avait déjà percés : ils comptaient en effet 7 portes à l'origine, fermées la nuit et réduites à 4 vers le XVIe siècle. On en compte aujourd'hui 29, étroites poternes et brèches incluses. Les murs actuels (4 330 mètres de longueur) datent de 1355. Au XIXe siècle, l'architecte Viollet-le-Duc redessina l'ensemble. Parfaitement conservée, cette muraille basse à mâchicoulis enserre le cœur administratif et culturel de la ville.
Comme beaucoup de papes avignonnais, Innocent VI tente de ramener la papauté à Rome, et pour cela, il envoie le cardinal Gil Álvarez Carrillo de Albornoz, archevêque de Tolède, en Italie, afin de pacifier les États pontificaux. Il essaie de recouvrer le patrimoine de l'Église en Italie, mais malgré les efforts de son légat le cardinal Albornoz, il échoue en partie.
C'est un grand réformateur plutôt brutal : il rappelle les ordres religieux à l'observation de leurs règles, brise les résistances en recourant à la force, emprisonne et condamne au bûcher pour venir à bout des fidèles observants des préceptes du Poverello d'Assise et des Béguins qui vénèrent la mémoire de leur inspirateur, Pierre de Jean Olivi.
Il vit en assez bon accord avec les puissances temporelles. Et il est pour beaucoup dans la signature du traité de Brétigny (près de Chartres), le 8 mai 1360, entre Édouard III d'Angleterre et Jean II le Bon. Cet accord permet une trêve de neuf ans dans la guerre de Cent Ans.
Innocent VI meurt le 12 septembre 1362, à Avignon, et est inhumé en la chartreuse Notre-Dame-du-Val-de-Bénédiction à Villeneuve-les-Avignon.

### UrbainV

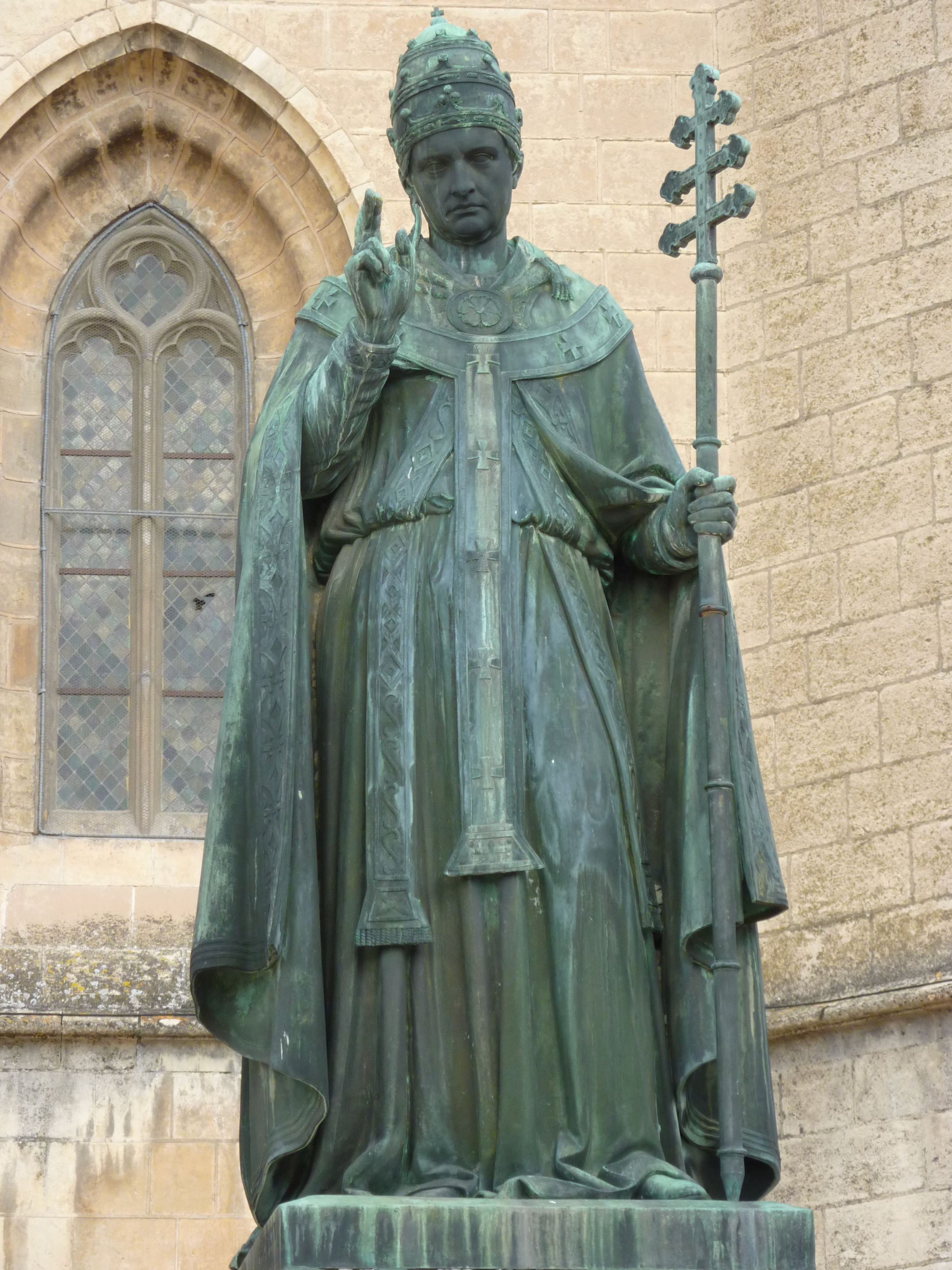
Urbain, cathédrale de Mende.

Après quelques tentatives du clan Roger de Beaufort (clan de Clément VI) de faire élire un des leurs lors du conclave d'Avignon du 22 septembre 1362, le choix d'un prélat étranger au Sacré Collège s'imposa, et le 28 septembre Guillaume de Grimoard fut élu. Cet abbé de Saint-Victor (Marseille) rentra de sa mission de Naples et rejoignit seul Avignon, où il arriva alors que la Durance et le Rhône étaient en crue. Il fut d'abord consacré évêque car il n'était que prêtre, puis couronné pape le 6 novembre sous le nom d'Urbain V dans la chapelle du Palais Vieux.
Il déclara à son arrivée au palais : « Mais je n'ai même pas un bout de jardin pour voir grandir quelques fruitiers, manger ma salade et cueillir un raisin »[réf. incomplète]. Ce fut pourquoi il entreprit durant son pontificat de coûteux travaux d'extension des jardins. Celui qui jouxte le palais des Papes sur sa façade orientale est toujours dénommé « Verger d'Urbain V ».
Durant cette même année 1362, le roi de France Jean II le Bon arriva à Villeneuve-lès-Avignon à la tête d’un fort détachement armé sous le commandement du Maréchal Boucicaut. Le roi Jean était venu d’abord solliciter le Souverain Pontife pour une aide financière (payer sa rançon) et ensuite l’entretenir de son désir d’unir son fils Philippe le Hardi à la reine Jeanne. Le pape lui fit savoir que la souveraine de Naples était déjà promise mais qu’il allait plaider en faveur du jeune duc de Bourgogne. Le roi de France décida alors de séjourner jusqu’au printemps sur les bords du Rhône. Il passa son temps entre Villeneuve-lès-Avignon, où il fit commencer la construction du fort Saint-André, son château de Roquemaure et la cité des papes.
Le pape eut à régler un conflit entre Gaston Fébus, comte de Foix, et Jean Ier, comte d’Armagnac, qui se disputaient la suprématie féodale dans le sud de la France. Après la victoire de Gaston de Foix, le pape chargea son légat Pierre de Clermont de demander à Gaston Fébus de ne pas abuser de sa victoire. Et le comte de Foix, avec les rançons obtenues, devint dès lors le feudataire le plus riche du midi de la France et allait pouvoir continuer à tenir la balance égale entre les rois d’Angleterre et de France pour sa vicomté de Béarn.
Le vendredi saint 1363, Urbain V lançait un appel solennel pour la croisade d'Alexandrie à tous les rois et princes chrétiens, expédition plus économique que religieuse. Pierre Ier de Lusignan réalisa cette croisade deux ans plus tard, en 1365, au cours de laquelle il pilla Alexandrie pendant trois jours. En cette même année 1365, les terres d'Avignon furent menacées par les désordres des Routiers, et Urbain V fut obligé de traiter et de payer rançon à Bertrand Du Guesclin pour se débarrasser des massacreurs faisant route vers l'Espagne.
Outre les jardins, Urbain V fit construire par l'architecte Bertrand Nogayrol, la Roma, une longue galerie à un étage, perpendiculairement à la tour des Anges. Elle fut achevée en 1363, et cette date marque la fin des travaux architecturaux du palais neuf. Le pape fit décorer la Roma par Matteo Giovanetti. Ses peintures sur toile de la vie de saint Benoît débutèrent le 31 décembre 1365 pour s’achever en avril 1367. Cette galerie n'existe plus de nos jours car elle a été rasée par le génie militaire en 1837.
Urbain V avait, bien avant son élection, considéré que le pape devait siéger à Rome et non ailleurs. Au cours de ce printemps 1367, le mercenaire John Hawkwood et sa compagnie de Saint-Georges, passés du côté pontifical, défirent les troupes à la solde de Pérouse. Ce qui permit au cardinal Gil Albornoz d’enlever à cette cité les villes d’Assise, Nocera et Galdo, « terres d’Église ». Un calme relatif étant apparu en Italie à la suite de ses succès militaires, le pape estima pouvoir s'installer à Rome. Cela imposa un déplacement complet de la cour avec ses services, ses archives et son approvisionnement. Le pape s'embarqua donc pour Rome en 1367 et entra triomphalement le 16 octobre dans la ville éternelle. Dans un premier temps ce retour parut définitif, mais les menaces sur la Provence et donc les terres papales (Comtat Venaissain et Avignon) par les grandes compagnies dirigées par Du Guesclin et Louis d'Anjou, et de plus les désaccords guerriers avec la maison Visconti firent que le pape prit alors la décision publique de retourner à Avignon. Urbain V, épuisé par la vie que lui avaient faite les Italiens depuis son arrivée, rembarquait vers la Provence. Le 16 septembre 1370, le pontife arriva au Vieux Port de Marseille et rejoignit Avignon, par petites étapes, onze jours plus tard.
Pour stopper les exactions des Routiers, il monnaya une trêve. Elle fut signée le 19 décembre 1370, mais le jour même de la signature de la trêve, le pape, tourmenté par la maladie de la pierre, s’éteignit à Avignon. Il fut d'abord inhumé à Notre-Dame des Doms à Avignon. Ayant souhaité que son corps soit enseveli à la manière des pauvres à même la terre, puis réduit en cendres et que ses ossements soient portés à l'église abbatiale de Marseille, le 31 mai 1372, ses restes furent exhumés du tombeau de la cathédrale avignonnaise et transférés à Saint-Victor.

### GrégoireXI
Pierre Roger de Beaufort reçut le chapeau de cardinal à dix-huit ans de son oncle et parrain Clément VI. Et à la mort d'Urbain V, les cardinaux se réunissent en conclave à Avignon le 29 décembre 1370 et, dès le lendemain matin l'élisent pape à l'unanimité des voix. Il faut l'ordonner prêtre le 4 janvier 1371 pour l'ordonner évêque, et le couronner comme pape, le jour suivant. Il choisit le nom de Grégoire XI. Il poursuit les réformes de l'Église et apporte tous ses soins à ramener les Hospitaliers dans la discipline et l'observation de leurs règles, à entreprendre la réforme de l'ordre des Dominicains. Devant la recrudescence des hérésies, il relance l'Inquisition et fait poursuivre les pauvres de Lyon (Vaudois), les béguins et les flagellants en Allemagne.
Il essaye sans succès de réconcilier les rois de France et d’Angleterre, mais la guerre de Cent Ans n'est pas encore terminée. Il réussit cependant à pacifier la Castille, l’Aragon, la Navarre, la Sicile et Naples. Il déploie également beaucoup d’efforts pour réunir les églises grecque et romaine, pour entreprendre une nouvelle croisade, et pour réformer le clergé.
À la suite des turbulences italiennes rencontrées par son prédécesseur, Grégoire XI est très attentif aux agissements de Bernabo Visconti
susceptible d'agrandir son domaine au détriment des terres pontificales. Avec une politique d'alliance avec l’Empereur, la reine de Naples et du roi de Hongrie, les armées de la Ligue aidé du condottiere anglais John Hawkwood contraignent Bernabo à pencher pour la paix. En subornant certains des conseillers papaux, ce dernier obtient même une trêve favorable le 6 juin 1374. Ses victoires dans le Piémont incitent le pape à annoncer en février 1374 son départ prochain pour Rome.
Les choses auraient pu s’arrêter là, mais, comme ses prédécesseurs d’Avignon, Grégoire XI commet l’erreur fatale de nommer des Français comme légats et gouverneurs des provinces ecclésiastiques d’Italie. Or les Français ne sont pas familiers des affaires italiennes et les Italiens les détestent. Une nouvelle trêve signée avec Bernabo Visconti pousse Florence à l'action, car elle craint le retour du Saint-Siège à Rome et le relèvement de cette ville à son détriment. Les Florentins voient ainsi échapper des charges ecclésiastiques qui sont traditionnellement leurs (et de plus fort lucratives). Craignant qu’un renforcement de la puissance papale dans la péninsule n’altère leur propre influence en Italie centrale, ils s’allient avec Bernabo, en juillet 1375. Bernabo et les Florentins tentent de faire éclater des insurrections dans le territoire pontifical, spécialement chez ceux (et ils sont nombreux) qui sont exaspérés par l’attitude des légats du Pape en Italie. Ils réussissent si bien qu’en peu de temps le Pape est dépossédé de la totalité de son patrimoine. Ce mécontentement général est accentué, pour ce qui concerne les États pontificaux, par l'arrêt des préparatifs du retour du pape à Rome.
Florence entre donc en rébellion ouverte d'où la guerre dite des Huit Saints ainsi dénommée par allusion aux huit chefs que Florence s'était donnés à cette occasion. Le pape réagit avec une vigueur extrême en mettant la ville de Florence au ban de la chrétienté (31 mars 1376), et place Florence sous interdit, excommuniant tous ses habitants. Cette implacable condamnation s'explique par le risque de voir le retour du pape impossible. Outre l'interdit prononcé contre la ville, Grégoire XI invite les monarques européens à expulser de leurs terres les marchands florentins et à confisquer leurs biens.
Pourtant Grégoire XI, dès le 9 mai 1372, avait déjà annoncé son intention de rejoindre Rome, volonté qu'il avait à nouveau confirmée lors du consistoire de février 1374.

#### Retour à Rome
Le voyage de retour est bien connu, grâce à un fidèle compte rendu établi par Pierre Amiel de Brénac, évêque de Sinigaglia, qui accompagne Grégoire XI durant tout le voyage. Le départ d'Avignon, via le palais des papes de Sorgues, a lieu le 13 septembre 1376 à destination de Marseille pour s'y embarquer le 2 octobre. La flotte pontificale fit de nombreuses escales (Port-Miou, Sanary, Saint-Tropez, Antibes, Nice, Villefranche) pour arriver à Gênes le 18 octobre. Après des arrêts à Porto Fino, Livourne, Piombino, l'arrivée à Corneto a lieu le 6 décembre 1376. Le 13 janvier 1377, il quitta Corneto, débarqua à Ostie le jour suivant, et remonta le Tibre vers le monastère San Paolo. Le 17 janvier 1377, Grégoire XI descend de sa galère amarrée sur les berges du Tibre et pénètre dans Rome entouré des soldats de son neveu Raymond de Turenne et des grands seigneurs provençaux et napolitains.
Dès son arrivée il travaille à la soumission définitive de Florence et des États pontificaux. Il doit faire face à la résistance des uns, ainsi qu'à l'indiscipline et aux excès des troupes pontificales, comme le massacre de la population de Césène près de Rimini où environ 4 000 personnes furent tuées le 1er février 1377 par les compagnies bretonnes commandées par le cardinal Robert de Genève, qui va devenir l'antipape Clément VII, avec l'appui de celles de Hawkwood. Les émeutes romaines quasi-continues induisent le pape à se retirer à Agnani vers la fin du mois de mai 1377. Cependant la Romagne se soumet, Bologne signe un traité, et Florence accepte la médiation de Bernabo Visconti pour aboutir à la paix. Progressivement remis de ses émotions, il revient à Rome le 7 novembre 1377. Mais, se sentant menacé, il envisage de rentrer à Avignon.
Un véritable congrès européen se réunit à Sarzana en présence des mandataires de Rome et de Florence, des représentants de l'empereur, des rois de France, de Hongrie, d'Espagne et de Naples. Au cours de ce congrès on apprend que le pape vient de mourir dans la nuit du 26 au 27 mars 1378.
Comme son oncle Clément VI, Grégoire XI avait souhaité une sépulture dans l'église de l'abbaye de la Chaise-Dieu, mais les Romains n'acceptèrent pas de laisser emporter le corps, et il fut enterré à Rome. Les clefs de voûte de l'abbaye de La Chaise-Dieu portent les armes de Clément VI aux premières travées et de Grégoire XI aux dernières.
Grégoire XI est le dernier pape français.

## Le grand schisme d'Occident
À la mort de Grégoire XI, l'élection du nouveau pape Urbain VI le 8 avril 1378 par un Sacré Collège restreint et une foule romaine en ébullition a une légitimité contestable.
De plus, le nouveau pape se brouille avec une partie des cardinaux restés à Avignon : il veut revenir à une vie conforme à l'idéal évangélique, demandant aux cardinaux de renoncer à leurs pensions et d'investir dans la restauration de l'Église.
Les cardinaux en dissidence rappelant la non-canonicité de l'élection, le somment d'abdiquer le 2 août. Le 18 septembre 1378 à Rome, Urbain VI nomme 29 nouveaux cardinaux dont vingt Italiens. Les cardinaux français obtiennent le soutien de Jeanne reine de Naples, opposée aux Visconti, puis font jouer leurs réseaux d'influence (le Saint-Siège est l'épicentre diplomatique de l'Occident) et convainquent les conseillers de Charles V, puis le roi lui-même, de la non-validité de l'élection d'Urbain VI. Et le 20 septembre 1378, lors d'un conclave à Fondi dans la région de Rome, le Sacré Collège élit l'un des siens, le cardinal Robert de Genève, qui prend le titre de Clément VII.
Le Grand Schisme d'Occident a démarré.
L'Occident chrétien se divise alors. Comme le remarque Hélène Millet, « du fait de la guerre de Cent Ans, le partage en deux camps était pour ainsi dire déjà effectif et la reconnaissance de tel ou tel pontife par les princes devint un élément comme un autre du jeu politique ».
Dans le camp clémentiste, le royaume de Naples et la France sont rejoints par les alliés de Charles V : la Castille, l'Écosse et les duchés de Lorraine, d'Autriche et du Luxembourg. Rejoignent donc l'obédience romaine, les ennemis du royaume de Naples (l'Italie du Nord, les royaumes angevins de Hongrie et de Pologne) et ceux du royaume de France (l'Angleterre, les Flandres).
Nous avons alors deux papes : l'un à Rome Urbain VI ; que l'Église reconnaîtra comme légitime et l'autre à Avignon Clément VII qui sera considéré comme un antipape.

### ClémentVII

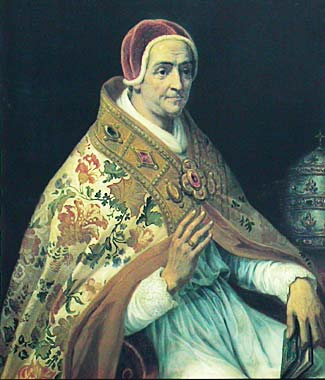
Clément VII, tel qu’imaginé par Henri Serrur en 1839/1840.

Il ne faut pas confondre ce Clément VII pape d'Avignon, considéré par l'Église comme un antipape et le Clément VII de la Famille de Médicis (Jules de Médicis), pape de 1523 à 1534.
Robert de Genève, évêque à 19 ans et cardinal à 29, est un homme d'action. Il mate la rébellion contre Grégoire XI par le terrible massacre de Césène. Ses pairs, essentiellement français, l'élisent comme pape le 31 octobre 1378 sous le nom de Clément VII. Il s'installe à Avignon avec sa cour, alors qu’Urbain VI reste à Rome.
En Avignon, Clément VII entreprend de lutter contre Urbain VI. Ce dernier perd peu à peu ses alliés, devenant un tyran paranoïaque, allant jusqu'à faire torturer et mettre à mort les cardinaux qui l'avaient élu mais qui songeaient à le remplacer.
Mais Clément VII essuie un échec dans le royaume de Naples où la reine Jeanne est assassinée par Charles de Duras, un partisan d'Urbain VI. Le manque d'initiative et d'opportunisme de ses alliés ne lui permet pas de renverser Urbain VI. À la mort de ce dernier le 15 octobre 1389, ses cardinaux lui élisent un successeur, Boniface IX, perpétuant ainsi le schisme.
Clément VII est le pape qui a le plus séjourné à Châteauneuf. Il y venait à dos de mule et c'est vraisemblablement de là que vient la fameuse légende de la mule du pape contée par Alphonse Daudet.

### BenoîtXIII

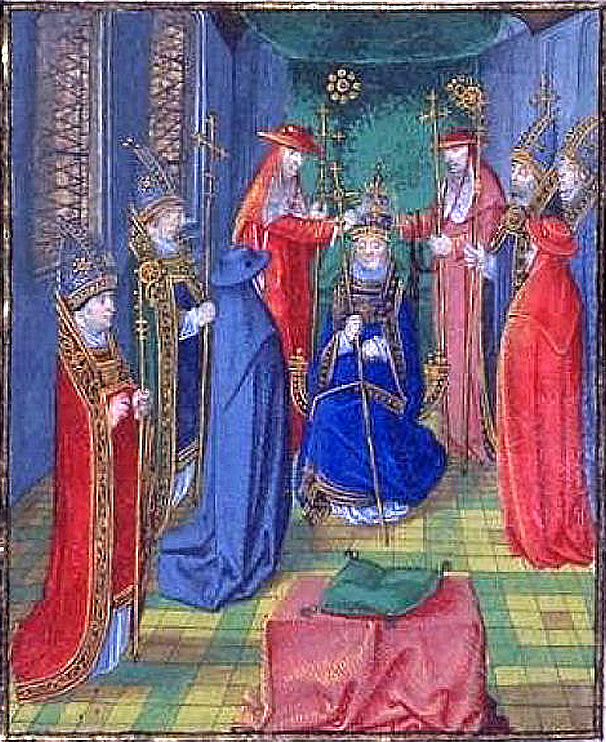
Les cardinaux de Saint-Martial et de Neufchâtel couronnent Benoît
Chroniques de Froissart,
FR 2646, f° 190 v. BN.

À Clément VII, succède, toujours à Avignon, l’Aragonais Benoît XIII. Comme pour Clément VII, il ne faut pas confondre cet antipape avec le pape reconnu par l'Église Benoît XIII. Élu le 28 septembre 1394, il promit de se démettre, s'il le fallait, pour mettre un terme au Grand Schisme. Son acharnement à ne point tenir sa parole lui valut un premier retrait d'obédience de la part de la France et de ses alliés le 28 juillet 1398. Le pontife avignonnais s'enferma alors dans son palais où il est assiégé en septembre.
Le concile de Pise échoue en 1409 à résoudre le schisme. Il élit un troisième pape (dit « pape de Pise » bien qu’il ne réside pas à Pise), en la personne d’Alexandre V, très vite remplacé par Jean XXIII. Cependant, le pape de Pise reçoit de nombreux soutiens d’États jusqu’ici fidèles à l’un ou l’autre pape.
Le pape Benoît XIII, assiégé à Avignon, doit s’exiler à Peñíscola, en Aragon, dernier pays à le soutenir. Il y reste jusqu’à sa mort. Toutefois, il a des successeurs, peu connus du fait de la restauration de l'autorité papale après le Concile de Constance, à savoir Clément VIII, archiprêtre à Peñíscola, qui abdiquera finalement en faveur de Rome, et Benoït XIV, prêtre à Rodez, qui aurait perpétré une lignée d'antipapes imaginaires. Mais le départ de Benoît XIII marque la fin définitive de la papauté d’Avignon.

#### Le siège d'Avignon et du palais des Papes

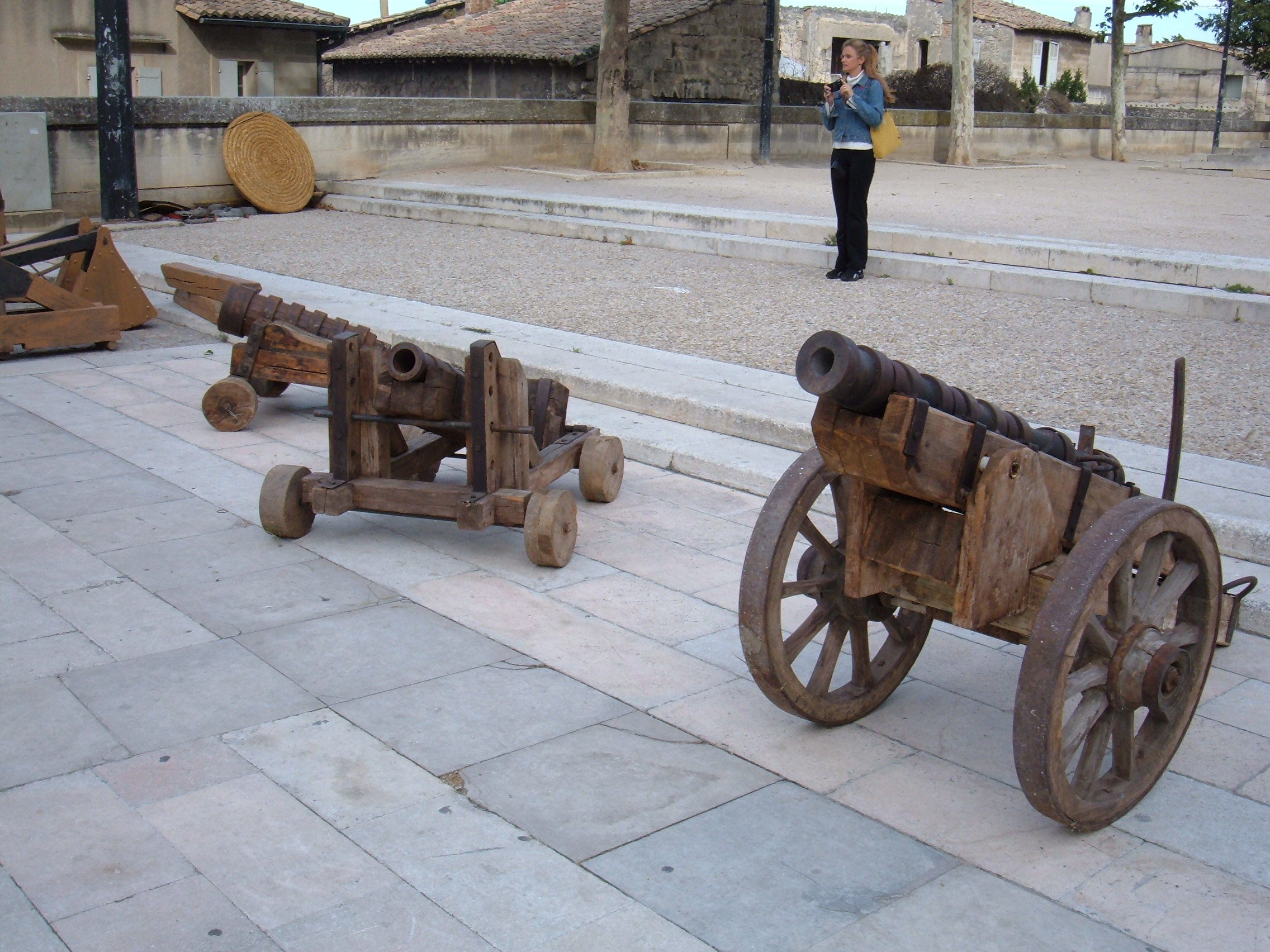
Bombardes médiévales exposées sur la place du palais des Papes.

Lorsque Benoît XIII s'enferma dans son palais, Geoffroy le Meingre, dit Boucicaut vint l'assiéger en septembre 1398. La cuisine du Grand Tinel fut, lors de ce premier siège, le théâtre d'une intrusion de la part des hommes de Boucicaut et de Raymond de Turenne, le neveu de Grégoire XI. Martin Alpartils[réf. incomplète], un chroniqueur catalan contemporain, narre leur coup de force. Ayant réussi à pénétrer sous l'enceinte du palais en remontant la Durançole et les égouts des cuisines, ils empruntèrent un escalier à vis qui les mena dans la cuisine haute. Alertées, les troupes fidèles à Benoît XIII les repoussèrent en leur jetant des pierres détachées de la hotte et des fascines enflammées.
Ce récit est corroboré par le facteur avignonnais de Francesco di Marco Datini, le grand marchand de Prato auquel il écrivit :

« Hier, 25 octobre, nous étions ce soir-là à table, lorsqu'il vint un chevalier espagnol qui s'arma dans la boutique : nous eûmes bien de lui 200 florins. »

Questionné, l'acquéreur indiqua que lui et les siens allaient pénétrer dans le palais par les égouts.

« Bref à minuit, 50 à 60 des meilleurs qui se trouvaient là, entrèrent dans ce palais. Mais, lorsque tous ces gens furent dedans, une échelle, dit-on, se renversa et la chose fut découverte sans qu'ils puissent retourner en arrière. Le résultat fut que tous les nôtres furent faits prisonniers, la plupart blessés et que l'un d'eux fut tué. »

Le facteur attribue l'échec de ce coup de main à la fébrilité et à la précipitation de ses auteurs :

« Ils étaient si désireux d'entrer dans ce palais, et Dieu sait que c'était une belle proie ! Pensez qu'il y a dedans plus d'un million d'or ! Depuis quatre ans ce pape a toujours ramassé de l'or. Ils eussent été tous riches, et maintenant ils sont prisonniers, ce qui afflige beaucoup la ville d'Avignon. »

Après trois mois de combat intense, le siège s'éternisa et le blocus du palais fut décidé. Puis en avril 1399, seules les issues furent gardées pour empêcher Benoît XIII de s'enfuir. La correspondance envoyée à Prato continue à faire vivre le quotidien du siège vu par des Avignonnais. Une lettre datée du 31 mai 1401 avertit l’ancien négociant avignonnais de l’incendie de son ancienne chambre :

« Le dernier jour du mois passé, la nuit, avant prime, quatre maisons ont brûlé devant chez vous, exactement en face de la chambre du haut dans laquelle vous aviez coutume de dormir ; et puis le feu fut chassé par le vent contraire dans votre chambre et la brûla avec lit, courtines, quelques marchandises, écritures et autres choses, parce que le feu était fort et prit à une heure où tout le monde dormait, si bien que nous ne pûmes sortir ce qui était dans votre chambre étant occupés à sauver des choses de plus grande valeur. »

Celle du 13 novembre informe le marchand du bombardement de sa maison :

« L’homme du palais (le pape) a commencé à tirer la bombarde, ici, dans les Changes et dans la rue de l’Épicerie. Il a lancé dans votre toit une pierre de 25 livres qui en a enlevé un morceau et qui est venue tomber devant la porte sans faire de mal à personne, grâce à Dieu. »

Finalement, en dépit de la surveillance dont il était l'objet, le pontife réussit à quitter le palais et sa ville de résidence le 11 mars 1403, après un éprouvant siège de cinq ans.

## L'après-papes
Si Benoît XIII ne revint jamais plus à Avignon, il avait laissé sur place ses neveux, Antonio de Luna avec la charge de recteur du Comtat Venaissin, et Rodrigo. Celui-ci et ses Catalans s'installèrent dans le palais pontifical. Le mardi 27 janvier 1405, à l’heure de vêpres, le clocher pyramidal de Notre-Dame des Doms s’écroula et écrasa dans sa chute l’antique baptistère dédié à saint Jean. Les Catalans furent accusés de cette action et ils en profitèrent pour établir une plateforme sur ces ruines afin d'installer leur artillerie.
Confronté à la déposition de son oncle par le concile de Pise, en 1409, et à la défection des Avignonnais et des Comtadins, l'année suivante, Rodrigo de Luna, devenu recteur à la place de son frère, regroupa toutes ses forces dans le palais des papes. Pour sa sécurité, il continua à fortifier le rocher des Doms ; afin de voir venir de possibles assaillants, il finit de faire démolir toutes les maisons devant le palais et forma ainsi la grande esplanade que l'on connaît aujourd'hui. Le second siège fut mis devant le palais et fut appelé dans les chroniques contemporaines « guerre des Catalans ». Il allait durer dix-sept mois. Enfin, le 2 novembre 1411, les Catalans de Rodrigo de Luna, affamés et désespérant de recevoir de l'aide, acceptèrent de se rendre au camérier François de Conzié.

L'Arlésien Bertrand Boysset note à ce propos dans son journal qu'en 1403, dès le mois de décembre, furent démolies toutes les maisons situées entre le grand et le petit palais pour faciliter la défense : 

« L’an MCCCCIII, du mois de décembre, janvier et jusqu’à mai, furent démolies les maisons qui étaient entre le grand et le petit palais, jusqu’au pont du Rhône ; et après on commença à bâtir de grands murs sur la Roque de Notre-Dame des Doms grâce auxquels étaient reliés le grand palais au petit palais et à la tour du pont, de telle façon que le pape Benezey et les autres après lui puissent entrer et sortir du palais. »

Entretemps, à Pise, le concile avait élu un nouveau pape, Alexandre V. Alors que son objectif était de mettre fin au schisme, la chrétienté se retrouvait avec non plus deux mais trois papes. Ce pontife, reconnu par la Cour de France, envoya le cardinal Pierre de Thury pour gouverner Avignon et le Comtat. Il eut le titre de légat et vicaire général de 1409 à 1410.
Mais les 5 et 6 décembre 1409, sur ordre de Rodrigo de Luna, que le légat n'avait pas démis de ses fonctions de recteur du Comtat, les États se réunirent à Pont-de-Sorgues. Les Catalans avaient besoin de troupes et d’argent pour résister aux ennemis de Benoît XIII. Les délégués des trois ordres autorisèrent ces deux levées. Et pour simplifier les choses, alors que Benoît XIII était réfugié à Peñíscola et Grégoire XII régnait à Rome, le cardinal Baldassarre Cossa fut élu par le concile de Pise. Il prit le nom de Jean XXIII. Il y avait à nouveau trois papes et ce fut lui qu'Avignon choisit comme souverain pontife.